# Être et Temps
Pour des articles plus généraux, voir Martin Heidegger et La philosophie de Martin Heidegger.
Sein und Zeit
Être et Temps (en allemand : Sein und Zeit) est une œuvre du philosophe allemand Martin Heidegger publiée en 1927 dans les Annales de philosophie et de recherche phénoménologique éditées par Edmund Husserl. Bien qu'écrit rapidement, et jamais terminé, ce livre, eu égard aux ambitions de son introduction, est un des livres marquants de la pensée du XXe siècle (« Sein und Zeit est le chef-d’œuvre de ce siècle » selon Emmanuel Martineau et Emmanuel Levinas). Il est aussi l'ouvrage le plus connu de ce philosophe dont l'œuvre comportera environ 110 ouvrages dans l'édition complète de l'œuvre de Martin Heidegger.
Son influence s'est exercée dans des domaines très différents, qui débordent très largement le champ proprement philosophique : ainsi, avec l'existentialisme, la littérature et la sensibilité furent bouleversées, les sciences humaines, la psychiatrie, la théologie elle-même furent ébranlées ; l'herméneutique, la logique, le langage, l'histoire, la critique littéraire renouvelées et enfin la phénoménologie contrainte de revenir à son possible.

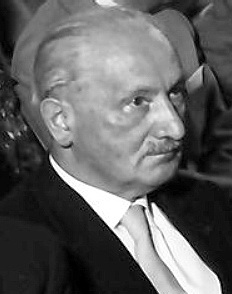
Heidegger en 1960.

## Problématique d'ensemble

### La réception de l'ouvrage
Cet ouvrage qui fit à sa parution, selon Christian Dubois, « l'effet d'une bombe » a été l'objet d'innombrables commentaires, en toutes les langues. Il est difficile d'en avoir une vue d'ensemble en raison de la multiplicité des courants de pensée divers qu'il ressaisit : la phénoménologie, le néo-kantisme, l'existence, la philosophie de la vie, l'historicisme ; révolutionnaire par les pistes nouvelles qu'il ouvre et aussi l'influence qu'il a eue sur toute la pensée philosophique ultérieure du XXe siècle, y compris chez ceux qui la rejettent, l'article présent renverra souvent à d'autres articles plus détaillés et au développement des grands concepts qu'il aborde, sans pour autant prétendre à présenter un panorama complet.
Les lecteurs francophones disposent de deux traductions à la suite de celles partielles de Rudolf Boehm et d'Alphonse De Waelhens en 1964 : celle de Emmanuel Martineau, accessible en ligne  et celle de François Vezin, complète et enrichie de notes du traducteur. Ces traductions ont dû faire face à d'innombrables difficultés, tant devant la nouveauté des thèmes étudiés que devant l'inventivité conceptuelle et sémantique de l'auteur.
Deux références majeures, correspondant à deux ouvrages récents, seront le plus souvent appelées pour la rédaction de cet article, à savoir les commentaires de Jean Greisch et de Marlène Zarader,. On notera que ces deux interprètes procèdent à une lecture continue des paragraphes de cet ouvrage, plan qu'il n'est pas possible de suivre ici et auquel il a été substitué une architecture thématique.

### Genèse

#### Contexte
La rédaction d'Être et Temps s'étend de 1923 à 1926. Lorsque Heidegger arrive à Marbourg en qualité de professeur extraordinaire il n'a rien publié, depuis  sa thèse d'habilitation sur Duns Scot en 1916. Pressenti pour postuler à une chaire qui venait de se libérer en  1925, il est conduit à livrer au public le manuscrit sur lequel il travaillait depuis 1922. La nouveauté qu'a pu représenter la publication de ce livre cache « l'étendue du travail en amont qui sous-tend sa genèse », écrit Servanne Jollivet. Rien n'aurait pu se faire sans un constant débat avec ses contemporains et prédécesseurs. Dès ses premiers cours de Fribourg il entreprend des recherches dans un domaine qu'il ne cessera d'approfondir jusqu'à sa nomination à Marbourg. Il s'agit de promouvoir la vieille idée phénoménologique reprise et aiguisée  par Husserl, au détriment de la  Théorie en prenant appui « sur le vécu sans l'objectiver  ni le  dévitaliser ».
Servanne Jollivet dans son sommaire, présente Être et Temps comme l'aboutissement d'une recherche en vue d'un  enracinement vital de la philosophie comme science originaire. Les années 1912-1921 ont été consacrées par Heidegger à des travaux sur la « logique », au renouvellement des « catégories d'Aristote », et à des recherches sur la « phénoménologie de la vie »  étayée par ses travaux sur l'expérience de la vie religieuse à travers le primo christianisme  qu'il mena en collaboration avec son collègue à Marbourg le théologien protestant Rudolf Bultmann. Il n'est pas douteux comme le note Hans-Georg Gadamer que cette œuvre, qui fit date, est née « des contacts  féconds et passionnés que l'auteur eut avec la théologie protestante de son temps à la suite de sa nomination comme professeur à Marbourg en 1923 ».De 1921 à 1923 le thème de la « facticité » mettant en exergue l'expérience de la « vie facticielle » et l'ouverture du Soi va conduire à l'émergence du concept de Dasein. Entre le projet initial de 1922 et la publication de 1927 l'accent s'est entièrement déplacé, la recherche du fondement en vue d'une science originaire cède la première place à l'élaboration de la « question de l'être » comme l'annonce Heidegger dès la première page de son ouvrage,.

#### Les sources deÊtre et Temps
Trois influences majeures menèrent Heidegger à Être et Temps :
On retiendra, tout d'abord, « la pensée aristotélicienne », dans laquelle insiste Franco Volpi, Heidegger découvre avec la Métaphysique, la question du « sens de l'être » mais aussi celle de l'âme et du comportement humain, dans le traité De l'âme et l’Éthique à Nicomaque. C'est aussi, le commentaire de Franz Brentano, De la signification multiple de l'étant chez Aristote (1862) qu'il lit dès 1907, qui aurait donné le coup d'envoi à son questionnement sur le « caractère unitaire du sens de l'être ». Dans les années 1920, il consacre quelques cours à l'interprétation phénoménologique des textes d'Aristote.
Ensuite, « la phénoménologie husserlienne ». Heidegger lit les Recherches logiques dès 1909. Automne 1916, il devient l'assistant de Husserl à Fribourg et anime des séminaires d'introduction aux Recherches logiques. En 1925, dans son cours sur Les Prolégomènes à l'histoire du concept de temps, il rend une nouvelle fois hommage à la percée que constitue, à ses yeux, les Recherches logiques de 1901 et ses trois découvertes fondamentales (l'« intentionnalité », le sens phénoménologique de l'« a priori » et l'« intuition catégoriale ») mais prend ses distances à l'égard du tournant transcendantal de la phénoménologie husserlienne des Idées directrices (1913). Sein und Zeit est dédié à Edmund Husserl, « en témoignage de vénération et d'amitié ». Heidegger lui succède à Fribourg en 1929.
Enfin, « la source théologique ». « Sans cette provenance théologique, je ne serais jamais parvenu sur mon chemin de pensée », écrit Heidegger dans son « Entretien sur la parole avec un Japonais » (in Acheminement vers la parole).

#### Les préalables théoriques
Jean Greisch, dans une longue introduction de 66 pages de son livre, nous offre un large panorama sur l'itinéraire de pensée et l'acquis théorique du jeune professeur à l'orée de son travail sur Être et Temps, qui recouvre, avec la césure de 1923, les années d'enseignement de 1919 à 1928, ce qu'il appelle « la décennie phénoménologique ». Cette introduction de Jean Greisch, constituerait, selon Marlène Zarader la présentation la plus complète de la genèse de Être et Temps, et de toutes les avancées et recherches antérieures que la rédaction de cet ouvrage fondateur implique. Jean Greisch parle à propos d'Être et Temps, d'un chantier de travail inauguré en 1919. La publication récente des enseignements donnés à Fribourg puis à Marbourg de 1919 à 1928 (voir biographie Heidegger) permet d'en préciser la genèse. Pour un résumé historique de la marche et des étapes vers Être et Temps, voir aussi la contribution de Christoph Jamme.
Jean Greisch va appeler la période 1919-1923,« préhistoire lointaine du livre », dans laquelle sont produits des textes d'une importance décisive pour l'interprétation d'Être et Temps, période qu'il découpe selon cinq moments essentiels ; moment de rupture avec le néo-kantisme et notamment avec l'idée que la philosophie puisse espérer raffermir ses bases par l'apport des sciences empiriques ; celle de la rupture avec l'idée néo-kantienne, que toute grande philosophie doive nécessairement s'achever dans une « vision du monde », une « Weltanschauung » ; celle où la phénoménologie devient chez Heidegger synonyme d'interprétation et de comprendre, c'est-à-dire une véritable « herméneutique » ;  où la vie vécue, celle qu'il appelle la « vie facticielle » telle qu'elle se comprend elle-même, dans son auto-suffisance et menée par le « Souci » devient la source de tout sens ; celle enfin de l'herméneutique de la facticité où le sens d'être devient un mode du je suis un mode d'être du Dasein.

### Plan du Traité
Comme le souligne Alain Boutot « la structure de la question de l'être commande le plan du traité Être et Temps ». Heidegger se propose de conduire cette élaboration en deux parties, écrit Philippe Arjakovsky : 
- Une première partie qui se donnera pour tâche d'interpréter le Dasein « axée sur la temporalité et l'explicitation[N 5] du temps comme horizon de la question de l'être » ;
- Une deuxième partie qui devait répertorier les « traits fondamentaux d'une « désobstruction »[N 6] phénoménologique de l'histoire de l'ontologie se guidant sur la problématique de la temporalité ».

La première partie devait se scinder en trois sections comprenant : une analyse fondamentale préparatoire du Dasein ; une section consacrée au Dasein et à la temporalité qui mettra en évidence le sens temporel de son être ; une troisième section qui devait faire ressortir le sens temporel de l'être qui fut écrite et n'a jamais été publiée.
Notons que si la deuxième partie du traité qui devait se consacrer à la « Désobstruction/Déconstruction » de l'histoire de l'ontologie à travers quelques étapes décisives, n'a jamais été rédigée, c'est selon Philippe Arjakovsky parce qu'elle « fut néanmoins pleinement mise en œuvre et entièrement menée jusqu'à son terme- achevée en un mot car telle fut la ligne directrice explicite, de l'ensemble des cours tenus par Heidegger, en aval et en amont d'Être et Temps ».

### Prise de contact

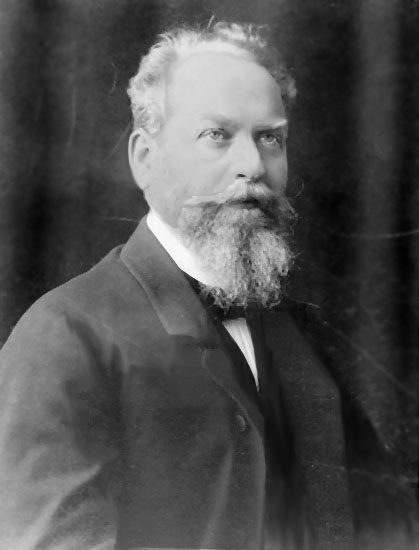
Edmund Husserl en 1900.

Tel que publié en 1927, en vue de l'obtention d'une chaire professorale à Marbourg, Être et Temps, dédicacé à son professeur Edmund Husserl porte sur la page de titre la mention « Première partie », comme en attente d'un achèvement par une deuxième partie qui ne viendra jamais, sinon plus tard dans des travaux dispersés. On a vu que, deux sections seulement de cette première partie furent publiées. Il faudra attendre 1962, et la conférence intitulée « Temps et Être », pour connaître le titre et le résumé de ce qui aurait pu correspondre à la troisième section de cette première partie ; quant à la deuxième partie de l'œuvre, il n'en fut plus jamais question.
Ce livre complexe qui reste tout entier tendu par une unique question, ou plutôt la recherche du « sol » qui permette de la poser à savoir : « la question du sens de l'être », s'inscrit dans le courant phénoménologique initié par son maître Edmund Husserl.
Comme le titre le suggère, le thème central de l'ouvrage repose sur le lien supposé qu'entretiennent l'être et le temps ; thème nouveau pour la pensée philosophique, cette problématique traverse déjà, comme le signale Jean Greisch, tous les premiers cours du jeune Heidegger, délivrés à Marbourg de 1923 à 1928. Sur ce rapprochement inédit, entre « être » et « temps », Françoise Dastur renchérit : « La nouveauté de Être et Temps, consiste à avoir fait, de ces deux problèmes traditionnels, une unique question, celle de la temporalité de l'Être ». La « temporalité » va être mise au centre de la réflexion sur l'être en lieu et place du « logos ».
Avec cette œuvre, une floraison de concepts nouveaux a fait irruption sur la scène philosophique, tels que : Dasein avec son correspondant français « être-là », Être-au-monde, Être-pour-la-mort, Être-en-faute, Être-avec ; d'autres plus traditionnels, ont pris une tournure inédite tels que : Phénoménologie, Vie, Temps, Monde, Vérité, Histoire, Liberté. De tous ces concepts, c'est celui de Dasein, dont on note l'apparition pour la première fois au paragraphe 9 de Être et Temps (SZ p. 42), qui a le plus marqué les esprits et renouvelé dans l'histoire de la philosophie du XXe siècle, l'approche du « sujet » ; approche qui était demeurée à peu près inchangée depuis Descartes, et qui sur la base de la distinction entre le sujet et l'objet, fonde tous les débats de la métaphysique ; débats stériles, selon Heidegger, qui ont conduit, la philosophie à devenir une annexe des sciences positives et à s'enfermer dans des problématiques insolubles concernant l'étant, comme celle de la théorie de la connaissance.
Il s'agissait donc pour la philosophie, à travers Heidegger, de s'assurer d'un objet qui lui soit propre, à savoir : l’« être » de l'étant. « La méditation heideggerienne en direction de l’être culmine  dans la thèse centrale développée dans Être et Temps, celle de la signification temporelle de l’être ».

#### La question fondamentale
Être et Temps commence littéralement, dans sa préface, par l'allusion à un passage du Sophiste de Platon. En rappelant dès l'introduction la question de l'« étranger d'Élée », sur le sens de l'étant, dans ce dialogue de Platon, interrogation bien oubliée depuis, Heidegger tente de réveiller la perplexité qui devrait être la nôtre quant au sens du mot « être ». Ce thème de l’« oubli de l'être », die Seinsverlassenheit va s'avérer absolument directeur pour toute la pensée du philosophe.
François Vezin , ajoute que l'on doit aussi ce livre à l'étonnement qu'aurait ressenti Heidegger devant  « la secrète affinité de l'être et du temps qui se manifesterait dans le fait qu'on ne puisse parler de l'être sans être amené à parler du temps », car « être » signifierait « être en train d'être » dans lequel il y a manifestement, le temps. Être veut dire, être présent.
Alors que le thème central de l'œuvre est le rapprochement de l'être et du temps, tout le traité, remarque Alain Boutot est porté par la question fondamentale du « sens de l'être ». Philippe Arjakovsky note que cette « pensée (qui s'inscrit) dans l'horizon du temps, reçoit un sens entièrement neuf, puisque Heidegger la pose à partir de l'être humain et non plus à partir des choses. »

##### Les raisons de l'oubli
Heidegger avance dès le début (§ 1) la thèse selon laquelle la « question de l'être » aurait été oubliée par toute la tradition philosophique. Déjà pour Aristote, remarque Heidegger, après avoir assimilé l'« être » à la substance et à ses diverses catégories, cette question du sens de « être » avait, historiquement, en tant que telle, rapidement cessé de se poser , pour céder la place au questionnement « de et sur l’étant ». L'attitude de désintérêt, vis-à-vis de la question de l'être (au sens verbal), sera poursuivie par la Scolastique au Moyen Âge et par la suite par toute la philosophie occidentale. L'« être » est, depuis lors, perçu comme un concept « indéfinissable », dont tout un chacun possède une compréhension moyenne ou vague. Ce dont la question a eu le plus à souffrir c'est de l'apparente « évidence » du concept. En tant qu'« universel », « évident » il ne mériterait, en lui-même, aucune attention particulière (un mot, une vapeur ira jusqu'à dire Nietzsche), par laquelle on justifie son oubli. L'une des conséquences majeures de cet « oubli », remarque Christian Dubois, c'est l'absence de remise en cause et l'acceptation par toute la tradition philosophique « d'un fonds de concepts ontologiques in-questionnés ». « Les philosophes qui leur ont succédé n'ont fait que reprendre sans s'interroger davantage , les déterminations ontologiques que ces deux penseurs avaient découvertes » note de son côté Alain Boutot.
Heidegger souhaite, depuis sa lecture de la dissertation de Franz Brentano,intitulée « De la signification multiple de l'étant chez Aristote », réveiller cette question et retrouver le sens unitaire des différentes acceptions du mot « être » qui lui permettra de réaliser son ambition du moment : bâtir une ontologie générale.

##### La structure formelle de la question
Il s'agit donc de passer d'une compréhension moyenne ou vague de l'« être », allant de soi, que tout homme possède naturellement, à une approche philosophique plus précise. Heidegger remarque que les fonctions de « visée », de « compréhension », de « choix », et de « conceptualisation » mises en œuvre ne sont rien d'autre que des « modes d'être » d'un étant déterminé, à savoir, nous-mêmes. Cela découle de la nature même de cette question dont Heidegger analyse (§ 2) la structure formelle.
Comme dans toute question on peut discerner trois moments à ce qui est demandé : Primo, ce sur quoi porte la recherche (das Erfragte), en l'occurrence le « sens de l'être ». Secundo, ce qui est questionné, le domaine qu'on interroge :  das Gefragtes (dans cette question, l'être). Tertio, l'interrogé : das Befragtes (l'étant à qui il faut poser la question). La détermination de cet interrogé qui doit servir de fil conducteur à la question de l'être doit être formulée avec précision. « Le choix de Heidegger se porte sur l'étant qui pose la question de l'être, c'est-à-dire sur l'étant que nous sommes nous-mêmes ». Il s'agira donc pour comprendre l'être de comprendre en tout premier lieu l'être de celui qui se pose la question, d'où la nécessité d'entreprendre une analytique de cet être qu'il dénommera Dasein.

#### L'analytique du Dasein ou analytique existentiale
Cet être dénommé Dasein, que nous sommes nous-mêmes, dont la caractéristique fondamentale est d'avoir une compréhension naturelle  pré-philosophique de l’« être », possède un « mode d'être » original qui le distingue de tous les autres « étants » : « à la différence de tous les autres êtres vivants qui sont indifférents à leur être, lui se rapporte toujours à l'être qui est le sien » nous dit Alain Boutot, autrement dit son être, à lui, ne lui est pas indifférent.
En gros, ce que l'analytique « existentiale » va étudier, ce n'est pas « des choix de vie existentiels » (des choix concrets), mais la structure de base de l'existence de tout  Dasein pour en faire apparaître ses modes essentiels, modes que Heidegger va appeler des « existentiaux » pour les distinguer des traditionnelles catégories (quantité, qualité) qui elles s'appliquent de plein droit aux « choses ». L'analytique existentiale, « en analysant l'« être-Là », c'est-à-dire le Dasein tel qu'il est de prime abord et le plus souvent, en sa banalité quotidienne et ordinaire » va fournir le fil conducteur pour l'élaboration de la question de l’être.

### Le déploiement de la question de l'être

#### Comment dévoiler le phénomène «être» et l'atteindre à travers l'étant?
Tous les étants sont et sont quelque chose sans doute, mais un seul a la parole, l'homme. De plus, de ce que le verbe « être » est devenu si banal, au point de ne plus apparaître comme question, Heidegger en déduit que l'homme en existant, et en ayant commerce avec les « étants », en a nécessairement une pré-compréhension spontanée et naturelle. Il faut donc partir de l'« existence » concrète et de son interprétation pour trouver l'« être », ce qui suppose non plus une simple phénoménologie, mais une herméneutique, autrement dit, une auto-interprétation de l'existant par lui-même. C'est la tournure que Heidegger a fait prendre précédemment à la phénoménologie husserlienne qui deviendra, avec lui, essentiellement une « phénoménologie herméneutique ». Il dénomme Dasein cet homme, ce pur concept, dont l'« être » consiste, par construction, contrairement aux autres étants, à en avoir une entente (une pré-compréhension d'être) dans son double sens nominatif et verbal, et qu'au long du livre, il va questionner à travers l'« analytique existentiale ».
« En fin de compte « la question du sens de l'être », va se confondre dans Être et Temps, avec celle du sens d'être du Dasein »

#### Comment lier l'existant au Monde?
L'homme considéré sous l'angle du Dasein, est celui qui a une pré-compréhension naturelle de l'être et donc du fait qu'un étant, « soit ». Cette compréhension ouvre au Dasein un « monde » de significativités que Heidegger distribue en trois catégories : le « monde ambiant » (Umwelt), le « monde du Soi » (Selbstwelt), le « monde commun » (Mitwelt). À chaque fois, doit être mis en évidence les modes de liaison, qui sont des comportements ou des affects, entre le « Soi » et ces « mondes » divers. Sauf à rester dans le dualisme métaphysique traditionnel, du face à face entre le sujet et l'objet avec, comme conséquence, la perpétuation des apories qui impactent toutes les théories de la connaissance, il restait à envisager l'hypothèse d'un Monde (voir Monde (philosophie)) comme mode d'être fondamental de l'existant (ce qu'il va appeler un  existential). Hypothèse qui va s'avérer très riche et qui donnera naissance au concept d'« être-au-monde » et fera l'objet dans la suite de son œuvre des plus grands développements comme le souligne Marlène Zarader. L’« être-au-monde », désigne selon Alain Boutot un phénomène unitaire qui comporte une pluralité de moments indissolublement liés : le monde, l'étant qui est dans le monde et « l'être-dans » qui seront étudiés successivement.

#### Comment lier être et temporalité?
Dès le (§ 5), Heidegger avance la thèse à démontrer, que le Dasein comprend l'être dans l'horizon du temps, sur le fondement de sa propre temporalité, ainsi que le résume Christian Dubois. Cette prise en vue aurait dû être développée  et amplifiée dans la deuxième partie de son ouvrage en tant qu'interprétation temporale de l'être ; partie qui ne verra jamais le jour pas plus que la troisième section de la première partie.

#### Une question préalable de méthode
Aborder phénoménologiquement ces questions pose enfin, une question préalable de méthode.
Il ne peut être question d'utiliser les méthodes et les conclusions des sciences de la nature ou des sciences humaines (anthropologie, biologie, psychologie, sociologie), historiques ou politiques car toutes ont pour fondement une conception de l'être de l'homme qui ferme le chemin d'accès à ce Dasein ; ces sciences, qui n'ont qu'un domaine d'étude sont fondées pour Heidegger sur autant d'« ontologies régionales » distinctes, alors qu'il entreprend de construire une « ontologie fondamentale » dans laquelle toutes les « ontologies régionales » devront trouver leur place et être fondées, comme le souligne Jean Greisch.
Impossible aussi de lui appliquer de l'extérieur et comme en surplomb des catégories logiques abstraitement déduites d'une idée préconçue de la nature humaine, créature, conscience, esprit, raison, etc. C'est l'idée même d'une nature humaine que va d'ailleurs contester Heidegger.
Dans la « compréhension » de l’être de l'homme, de ce Dasein, qui, par définition, est parmi les étants celui-là seul qui comprend l'être ; dans cette « compréhension » est donc impliquée quelque chose comme la « compréhension » d'un « Monde  », mais aussi la compréhension de l'être des étants qui ne sont justement pas des Dasein.
Les théories de la connaissance traditionnelles deviennent sans objet du fait même de la structure du Dasein, compris lui-même d'entrée de jeu comme indissolublement « être-au-monde ».
À la suite de Husserl, Heidegger en écartant les concepts méthodologiques traditionnels, entend enfin se situer en amont des sciences positives pour donner une interprétation cohérente et transparente du domaine qui les concerne. Ainsi de l'objet historique qui n'est pas directement un objet du passé  devra préalablement être interprété dans son « historicité » (voir Heidegger et la question de l'histoire). Cette démarche qui concernera l'ensemble des sciences positives, histoire, psychologie, anthropologie, théologie, prendra toute sa signification dans la seconde partie de l'ouvrage.
Jean Greisch note que la percée phénoménologique que présuppose la rédaction de cette œuvre n'a été rendue possible que par les avancées majeures que représentent les Recherches logiques de Edmund Husserl sur les trois notions capitales à savoir : l'« intentionnalité », l'« intuition catégoriale » et l’« a priori ».

## La visée d’Être et Temps
Après une Introduction consacrée à exposer la structure formelle de la question, l'œuvre concrète s'ordonne autour de deux sections, alors que selon le projet initial, cette première partie livrée, aurait dû en comporter trois, dont la dernière qui a été retenue, aurait pu s'intituler, renversant le titre du livre « Être et Temps » en « Temps et Être»,. Les deux premières comprennent en section I, l'analyse préparatoire du Dasein et dans la section II l'exposé du rapport entre le Dasein et la temporalité en vue de son interprétation dans l'horizon du Temps.
Dans les tout premiers paragraphes sont exposés la nécessité de reprendre la question de l'être, comprise comme question du sens unitaire de « être », la voie que le chercheur entend suivre, s'appuiera sur la « primauté ontologique » du Dasein, qu'il s'agit de comprendre en son être.
De cette œuvre amputée qui reste extrêmement complexe, il est impossible de présenter un  résumé, on ne peut qu'en dessiner le projet, en examiner les conditions préalables et en détailler les thèmes et concepts importants qui sont mis en route.

### Le projet
Dès l'Introduction, Heidegger expose le programme qu'il compte aborder :

#### D'abord réveiller une question oubliée
L'être est considéré traditionnellement comme le concept le plus général, à la fois le plus vide et le plus évident pour tous, il serait inutile de s'interroger à son propos. En effet dans les années 1920 « dominées par le néo-kantisme, le néo-positivisme, la philosophie de la vie et la phénoménologie, on tient toute Ontologie comme impossible ». Néanmoins cette question du « sens de l'être », négligée jusqu'ici, posséderait, selon Heidegger, une « primauté ontologique et ontique » qu'il souligne dès les premiers paragraphes (§ 3) et (§ 4).

#### Élaborer concrètement cette question
C'est grâce à l'approche phénoménologique décrite in extenso dans l'Introduction, que Heidegger pense (§ 2), pouvoir exposer dans sa structure complexe la question du « sens de l'être ». « Avant de répondre à la question du sens de l'être, Heidegger commencera par en analyser la structure formelle » écrit Alain Boutot. Il va d'abord distinguer  trois moments, dans cette question, le « questionné », das Gefragte, ce qui est recherché, c'est-à-dire l'horizon dans lequel la question doit s'inscrire ou la pré-compréhension, das Erfragte, le « demandé », c'est-à-dire, le résultat, et enfin, troisième moment, das Befragte, celui qui visé peut répondre, « le témoin », en l'occurrence l’« être-là » ou Dasein,, méthode que l'on ne peut que résumer :
Quant à savoir sur quel étant lire la question, Heidegger interroge le Dasein, l'étant insigne qui pose la question et qui s'expose dans ses modes d'être, c'est-à-dire l'homme que nous sommes, ce sera l'objet de l’« analytique existentiale » qui réalisant ce programme, dévoilera la primauté phénoménologique du comportement ordinaire du Dasein en situation de quotidienneté sur toutes les spéculations théoriques. Pour Heidegger, la connaissance théorique représente toujours, un mode de connaissance en retrait, dérivé et moins fondé que l'engagement pratique auprès du monde.
Tout cela n'est possible que parce que nous avons une pré-compréhension, même vague, de l'être. Christian Dubois, parle d'une « compréhension moyenne et vague ». En effet, si nous ne savions absolument rien du sens de l'être nous ne pourrions même pas nous interroger ; nous en avons donc toujours une pré-compréhension naturelle. Toutefois, l'être au « sens verbal », concerne tous les étants, et de ce fait l'être qui questionne, l'homme, est aussi inclus et présupposé dans la question, il semble qu'on ne peut rien avancer de l'extérieur quant à son sens sans risquer de tomber dans un cercle vicieux ; le seul recours consiste à demander à celui qui questionne, que l'on va appeler Dasein et qui « entend » - comprend - l'être par définition, de s'auto-interpréter lui-même, dans son être,.
La « question de l'être » porte sur l'être en tant qu'il permet de comprendre l'étant. Comme l'être est l'être de l'étant c'est l'étant qui va être  interrogé. En conséquence nous pouvons théoriquement interroger n'importe quel étant dans son être, en fait nous ne pouvons questionner que l'étant qui a une certaine compréhension spontanée de l'être, et qui de plus, peut s'auto-interpréter. Mais, ajoute Alain Boutot, il faut aller plus loin, il ne s'agit pas d'un être qui aurait en outre la compréhension de l’être en général, « tantôt nous échoirait, et tantôt nous serait refusée », mais d'un étant « dont l'être, est cette compréhension elle-même ». En définitive, cette compréhension naturelle est pour le Dasein une « détermination constitutive de son être » à travers laquelle, ajoute Heidegger, dans une formule ramassée et répétée à plusieurs passages « dans son être il y va de cet être ».
Cette « auto-interprétation » qui vise pour le Dasein à expliciter tout mouvement de la vie en liaison avec le sens général qu'il donne à sa propre existence relève de « l'herméneutique », discipline à laquelle Heidegger s'est précisément intéressé dans ses recherches sur la « vie facticielle », dans la période qui précède la publication de Être et Temps , (voir Heidegger avant Être et Temps).

#### Le but poursuivi
La recherche du « sens de l'être », c'est la recherche de ce qui en fait l'unité en présupposant qu'il y en ait, une. Cette recherche du sens de l'être en général passe par l'« entente » de l'être du Dasein comme tel, dont le privilège est justement, par définition principielle, de comprendre, et lui seul le peut, l'« être » en général. Ce que veut démontrer l'« analytique existentiale » du Dasein, c'est que ce dernier comprend l'être « dans l'horizon du  temps et à partir de sa propre temporalité » Zeitlichkeit. Avec la seconde section, Heidegger
tente de mettre en évidence le sens de son être comme temporalité confirme Alain Boutot.

#### La raison de cette recherche
Dans ses premières intentions, il s'agit pour Heidegger de construire une « Ontologie fondamentale ». Alain Boutot écrit « Par ontologie fondamentale, il faut entendre une ontologie dont toutes les autres ne peuvent que dériver ». Une « ontologie fondamentale » assise sur l'analytique existentiale du Dasein est un chemin vers la question de l'être, se construisant comme exploration de l'être de cet étant particulier note Christian Dubois, avec en ligne de mire l'interprétation du temps comme horizon de l'entente de l'être.
Le Dasein comprend naturellement l'être (au moins le sien), dans l'horizon du temps (voir Heidegger et la question du temps et la « Temporalité » du Dasein). À partir de cette affirmation, il s'agit d'« établir une connexion forte entre la « question du sens de l'être » d'une part, et le temps comme « horizon de compréhension » de l'être d'autre part ».

#### En retour l'être sera compris à partir du temps
Que l’« être » soit compris dans l'horizon du temps, signifie qu'il sera rendu visible, dans toutes ses acceptions, en son caractère « temporal », ainsi de la perception qui se réfère au « maintenant » et du « pouvoir-être » ou « possible » qui se réfèrent au futur. Heidegger déclare expressément « ce à partir de quoi le  Dasein comprend implicitement en général quelque chose comme l'être est le temps. », sauf qu'il ne s'agit pas du temps ordinaire mais d'un temps originel qui va être celui de la temporalité propre du Dasein.
Comme on ne peut dévoiler le temps spécifique comme ce qui constitue l'« être de l'étant » qui n'est pas le Dasein qu'à partir de la temporalité comme sens de l’être du Dasein, c'est cette « temporalité du Dasein » qu'il faudra en tout premier lieu mettre à jour. Pour atteindre la temporalité propre du Dasein, il s'avèrera nécessaire de dépasser le concept habituel chronologique du temps au profit d'un temps plus originaire.

### Les conditions préalables
La démarche de Heidegger implique :

#### La destruction de l'histoire de l'ontologie
À travers le concept de « Déconstruction », déconstruction de la tradition, Heidegger entreprend au (§ 6) de réveiller la question du « sens de l'être », en démontrant d'abord son «oubli » chez tous ses prédécesseurs, puis en procédant à une critique méthodique de la tradition notamment des trois étapes décisives que sont, comme résume  Alain Boutot, le « schématisme kantien », le « cogito sum » cartésien et la métaphysique aristotélicienne.
Avec la « Déconstruction », il va s'agir pour Heidegger, écrit Marlène Zarader, de « revenir sur les interprétations de l'être qui ont été données dans l'histoire (c'est-à-dire sur l'ontologie) afin de montrer qu'elles se sont elles aussi, réglées sur l'horizon du temps », même à l'insu de leur auteur.
Cette intervention dans l'histoire, note Marlène Zarader, va donner l'occasion à Heidegger dans le même paragraphe (§ 6) d'introduire une distinction entre histoire événementielle Historie  et histoire essentielle, cachée, qui sera celle de l'« être », la Geschichte, ainsi que le nouveau concept d'« historialité » la Geschichlichkeit , qui va signifier que l'insertion du  Dasein dans une histoire collective le définit dans son être même .

#### L'adieu à la métaphysique
Au moment de la rédaction, Heidegger n'a pas encore totalement rompu avec la métaphysique (comprendre avec la tradition) et c'est à cette dépendance d'ailleurs que Heidegger attribuera plus tard l'échec relatif de Être et Temps. L'interprétation de l'« être-là » (le Dasein) par rapport à la temporalité et l'explicitation du temps comme horizon transcendantal de la question de l'être, est, à lui seul révélateur. Avec le souci d'assurer un fondement à cette question, Heidegger aborde la « question de l'être » dans une perspective transcendantale qui relève encore de la Métaphysique et plus précisément de la métaphysique de la subjectivité, un peu à la manière de Kant.
Il s'agissait ainsi de parvenir à assurer à la «question de l'être », un fondement solide par l'exploration de « son sens unitaire » qu'Aristote, dans sa démarche, aurait raté, en concluant trop rapidement, à la polysémie incontournable de ce concept. Heidegger entreprend de cerner ce « sens unitaire », en partant de la temporalité de l'étant concerné, le Dasein que les premières études avaient mis au jour dans son exploration de la « phénoménologie de la vie » ; l'homme lui-même n'est plus défini comme une nature, une essence invariable et universelle, mais comme un « pouvoir-être ». L'existence prend le pas sur l'essence avec la célèbre formule qui donnera naissance à l'existentialisme : 

« L'essence du Dasein réside dans son existence »

— Être et Temps, (§ 9),(SZ p. 42)
De l’aveu même de son auteur, cette tentative aboutit à un échec. De cet échec, Heidegger retire la conviction que la Métaphysique est définitivement dans l'incapacité d'atteindre sa propre vérité, à savoir la différence de l'être et de l'étant.
« La question du sens de l'être reste à l'issue de ce livre inachevé en attente de sa réponse. Elle demandera alors à la pensée le courage et la puissance pour se frayer de nouveaux chemins ».

#### La refondation de l'ontologie et de la phénoménologie
Dans les paragraphes suivants (§ 6 et § 7), Heidegger s'emploie à clarifier les concepts de « phénomène » et de « logos » pour asseoir, contre Husserl dont il rejette l'analyse comme empreinte du préjugé substantialiste, sa propre vision de la phénoménologie.Hans-Georg Gadamer note « Le premier geste de Heidegger fut, en effet, de mettre en valeur le contexte fonctionnel et pragmatique dans lequel on rencontre toujours les perceptions et les jugements sur elle, et de le retourner contre l'édifice descriptif de Husserl ».
L'essentiel de ce qui différencie Heidegger de son maître Husserl, résume Paul Ricœur, c'est que Heidegger s'intéresse non à la relation de l'homme au monde mais à la « pré-ouverture » qui rend possible la rencontre de ce qu'il appelle « l'étant sous la main » ; en résumé au poids ontologique du « auprès de.. » de « l'être-au-monde », préoccupé.
Dans une opposition frontale à Husserl, Heidegger avance (SZ p. 35) que la phénoménologie a pour but de mettre en lumière ce qui justement ne se montre pas spontanément de lui-même et se trouve le plus souvent dissimulé rappelle Jean Grondin, d'où la nécessité d'une herméneutique comme le remarque Marlène Zarader.
Hans-Georg Gadamer estime que ce qui s'exprimait ainsi dans cette opposition à Edmund Husserl c'est moins une différence de méthode descriptive « que la conviction que le recouvrement dont il s'agissait ici, était pour ainsi dire enraciné beaucoup plus profondément ».
Il puise néanmoins, chez l'Husserl des Recherches logiques, le concept « d'intentionnalité » qui est, selon Jean Greisch, « l'être des vécus », et surtout celui d' « Intuition catégoriale », sans lequel, dit cet auteur, il n'eut pas pu déployer sur de nouvelles bases, la question de l'« être ». Il n'y a que dans cette « Intuition » que l'être phénoménalement apparaît sous les réserves, ajoute Heidegger, d'éviter le piège d'une subjectivité qui prendrait notamment appui sur la conscience, piège que n'aurait pas su éviter Husserl. Heidegger va s'attacher à laisser ouverte la question de l'être de l'homme et de l'être en général. C'est le « Souci » qui va apparaître comme la radicalisation et la vérité de ce que la phénoménologie conçoit par intentionnalité.

#### L'introduction de l'herméneutique dans l'ontologie fondamentale
Pour Heidegger, qui consacre un long paragraphe à cette question (§ 7) on ne peut aborder de façon satisfaisante la question du « sens de l'être » qu'à la condition de respecter les modes de donation de l'étant selon le principe phénoménologique du « retour à la chose même ». Ce qu'exprime vigoureusement cette citation de Heidegger  Être et Temps (SZ p. 35) « L'ontologie n'est possible que comme phénoménologie ». Cette démarche est exclusive de toute autre et notamment des modes anciens de l'ontologie (science de l'être). Jean-François Courtine interprète la pensée de Heidegger ainsi :  « la phénoménologie ne caractérise pas le Was  (ce que c'est), mais le Wie  des objets, le comment de la recherche, la modalité de leur « être-donné », la manière dont ils viennent à la rencontre ».
Or ce que nous comprenons en vérité, ce n’est jamais que ce que nous éprouvons et subissons, ce dont nous pâtissons dans notre être même. Il y a donc nécessité d'une travail d'interprétation ou d'explicitation de ce qui se montre, afin de mettre en lumière ce qui ne se montre pas, de prime abord et le plus souvent, travail que Heidegger qualifie d'herméneutique écrit Marlène Zarader. Jean Grondin note de son côté que pour Heidegger l'« ontologie phénoménologique », trouve son fondement ou son assise (son point de départ, en tout cas) dans l'herméneutique du Dasein. Jean Grondin se référant à l'analyse de Jean Greisch parle, à propos de l'évolution du penseur de la phénoménologie à l'herméneutique, d'un « rebondissement sur l'existence ».
La compréhension de l'être en général va ainsi passer par une compréhension de l'être de l'homme c'est-à-dire par une phénoménologie du  Dasein (SZ p. 38). Il en découle que la philosophie entendue comme « ontologie fondamentale » va dorénavant se construire à travers une forme d'explicitation, une  Auslegung ou une interprétation de l'être de l'homme par lui-même, une « phénoménologie herméneutique », d'où il s'ensuit  logiquement un risque d'enfermement dans un cercle herméneutique (la compréhension de l'être supposant déjà sa pré-compréhension), qui va imposer, pour le briser, une démarche progressive et « répétitive ».

### Le cadre général d’Être et Temps

#### Une nouvelle approche du phénomène de la vie
Heidegger confirme dans ses premières recherches le primat de l'expérience concrète sur la théorie. Appliqué à la question de la Vie, mise au goût du jour au début XXe siècle, par la « philosophie de la vie » (voir Heidegger avant Être et Temps), ce principe débouche sur le concept de « vie facticielle», vie à la fois historique et « historiale », c'est-à-dire, se donnant exclusivement à comprendre, à travers le temps dans le concret, avec le privilège accordé au sens de l'« effectuation » Vollzugssinn, ou sens d'accomplissement qui se mesure à la plénitude d'existence qu'elle procure. En privilégiant le sens d' « effectuation » ou d '« accomplissement », Vollzugssinn , Heidegger « privilégie le monde propre comme critère décisif ».

#### Les bases phénoménologiques concrètes
Avec Wilhelm Dilthey et le XXe siècle se développe déjà une « philosophie centrée sur la vie ». Reprenant la problématique, Heidegger en phénoménologue averti, s'attache dans ses cours de 1920 à exposer le « phénomène de la vie » détaché de tous les a priori, à le saisir tel qu'il se donne. Cela suppose, de comprendre la « Vie », comme elle se comprend elle-même, comme un phénomène  « UN » et «auto-suffisant».
Il s'agit donc de refuser toute catégorisation a priori ou typification de ses données avec lesquelles on risque  de s'éloigner de la réalité concrète au profit d'une essence intemporelle. Heidegger dégage trois couches de significations concrètes qui constitueront un acquis sous-jacent permanent jusqu'à Être et Temps :
1. La vie signifie d'abord une unité de succession et de temporalisation à travers des comportements infiniment divergents.
2. La vie contient en elle des possibilités latentes, imprévisibles.
3. La vie se contraint elle-même, elle est en quelque sorte un fardeau pour elle-même.

Des travaux sur la philosophie religieuse et des sources neo-testamentaires et patristiques viendront ultérieurement compléter et aiguiser ces premières analyses (voir article Phénoménologie de la vie (Heidegger)).
Toutes ces recherches antérieures sur la vie, préfigurent la problématique de la facticité, qui en privilégiant le concret contre l'attitude théorique, prendra une si grande importance dans Être et Temps.
Ce qui échappe aux analystes précédents du « phénomène de la vie » y compris Husserl et Bergson, constate Heidegger, c'est « qu'ils ne la saisissent pas dans son « être-à-chaque-fois », dans sa temporalité propre ».
Heidegger verra dans cette cécité, « un exemple révélateur d'une certaine propension du Dasein à fuir son « être-là », à se fuir, pour trouver refuge dans l'objectivité (à voir préface Alain Boutot).

#### L'élargissement du phénomène de la vie vers le concept d'existence
Cependant  « Heidegger n'est pas pleinement un philosophe de la vie », car très rapidement, il abandonne cette thématique dans Être et Temps, pour l'intégrer à la problématique de l'existence, qui seule concerne le Dasein. Il y a dans l'«être-au-monde », le Dasein, une « altérité » constitutive qui interdit de prendre la vie comme base de compréhension de l'homme à savoir : « l'ouverture originaire à ce qui est autre qu'elle-même ».
Ces travaux débouchent sur une « herméneutique » de la « facticité » et la mise en évidence de structures qui prépareront la future « analytique existentiale » du Dasein à savoir :
1. La domination de la préoccupation soucieuse qui se transformera en « Souci ».
2. Un monde de la vie qui donnera naissance au « ternaire » Umwelt, Mitwelt, Selbstwelt de l'analytique ainsi qu'au syntagme fondamental d'« être-au-monde » pour signifier l'étroite co-appartenance des deux termes pour former une structure unitaire indifféremment Dasein ou « être-au-monde ».
3. Des comportements de tentation, de fuite, d'étourdissement et de regrets qui seront ontologisés (transportés dans la question de l'être), sous les concepts de déchéance, de négation, de verrouillement et de faute.
4. Des sentiments d'ennui, d'étrangeté ou d'angoisse qui prépareront avec une nouvelle problématique sur la mort toute l'analyse du Soi et du propre, ainsi que le concept absolument essentiel dans l'analyse de la temporalité d'« être-vers-la-mort ».

#### Le nouveau concept d'existence
Les (§ 9 à 11)  esquissent les traits caractéristiques de ce nouveau concept d'existence qui chez Heidegger désigne la manière spécifique d'être du Dasein qui regroupe les différentes manières d'être recensées plus haut de cet étant. Globalement le Dasein a « à être » son être, d'où il découle, à grands traits : que le Dasein ne peut être défini qu'en étant décrit dans sa manière spécifique d'être ; que l'être de cette manière d'être est « à chaque fois à moi », c'est la notion de Jemeinigkeit, ou «  mienneté » ; enfin, que pouvant se choisir, opter pour telle ou telle manière d'être, le Dasein, est chaque fois dans son être, « sa possibilité ».
Il faut distinguer entre les structures qui appartiennent à tout Dasein, et celles qui dépendent de son choix et entre deux possibilité : « authenticité » et « inauthenticité ».

#### Une nouvelle interprétation du Temps

Temps réel.

Au début du XXe siècle, Heidegger découvre une tradition philosophique où domine sans partage la conception aristotélicienne du Temps comme phénomène  lié au mouvement. Quelques auteurs comme Husserl avec la phénoménologie et Bergson avec sa prédilection pour la durée et le vécu, commencent à ébranler l'évidence de ces certitudes sans toutefois réussir à les entamer profondément. L'aporie qui veut que le temps n'est en rien un étant et qu'il n'y a pas, au même titre que pour l'être, de lieu en surplomb qui nous permettrait de l'examiner, que nous y baignons dedans, que nous l'expérimentons dans notre propre existence, n'a pu être levée.« Toute pensée du Temps est temporelle ».
Pour Jean Greisch, il faut donc tenter de comprendre le temps à partir de lui-même, ce qu'il est pour nous, et non plus à l'aide de métaphores empruntées à l'espace. Autrement dit, il y a nécessité d'un usage de l'herméneutique ce qui implique travailler à une dissociation du temps entre celui des horloges et le nôtre, qu'Heidegger appellera « temporalité originaire » et d'où, par dérivation, serait issu le premier.
Levinas, en préface du livre de Marlène Zarader s'interroge : « les extases de la temporalité heideggerienne auraient-elles été possibles sans Bergson ? » .
Heidegger relève dans ses cours de 1920 que Bergson avec Husserl, mais différemment de lui, conteste le caractère absolu du temps tel que le définit la tradition philosophique note Camille Riquier. Le temps ne s'impose plus d'en haut, il a quelque chose à voir avec la nature humaine. À sa suite, Heidegger relègue le temps physique, celui des horloges dans un statut « dérivé » par rapport à un temps présupposé « originaire » à rechercher, mais qu'il ne situera pas, comme Bergson, dans le vécu de la conscience.
C'est enfin Bergson qui en liant les trois moments du temps, le présent, le passé et l'avenir, dans une unité « co-originaire », a mis Heidegger sur la voie de la temporalité « extatique» qui sera dans Être et Temps, l'autre nom de la temporalité originaire. La démarche n'en reste pas moins tout autre. La temporalité extatique du Dasein exposé au (§ 65) d’Être et Temps n'aurait rien à voir avec la durée pure de Bergson.
C'est dans Les Prolégomènes à l'histoire du concept du Temps, un cours de (1925), que se réalise l'intégration de toutes les analyses phénoménologiques disparates dans les recherches de 1919-1924 en un tout unitaire et systématique qui préludera à la rédaction définitive d’Être et Temps.

## Structure générale d’Être et Temps

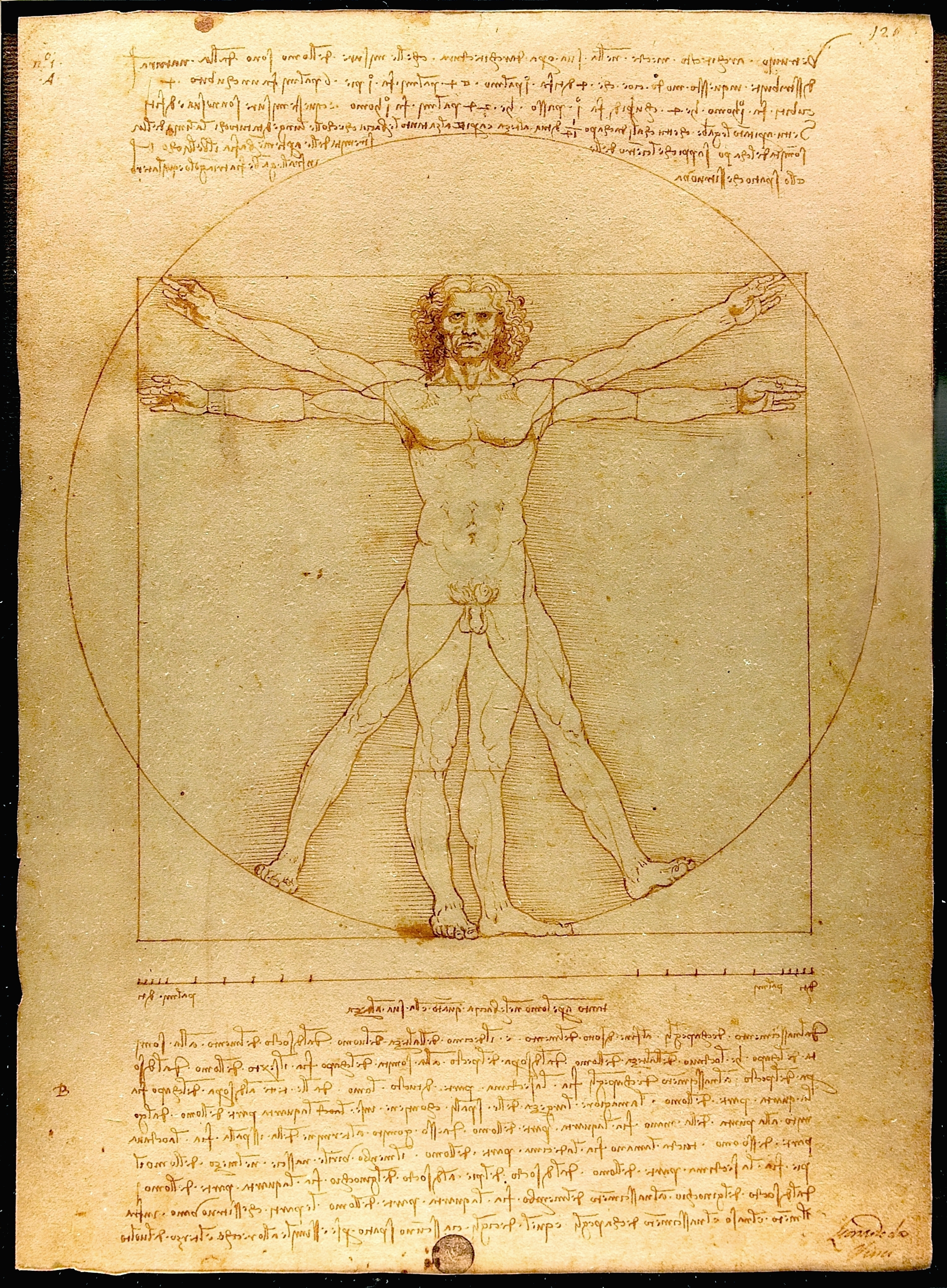
L’Homme de Vitruve par Léonard de Vinci.

Conformément au projet initial il s'agit pour Heidegger dans son cheminement, de manifester le « sens de l'être » en général, en analysant au préalable l'« exister » de l'être insigne qui comprend l'être, c'est-à-dire, l'étant que nous sommes, nous-mêmes. Pourquoi l'étant que nous sommes ? Parce que cette compréhension, ou plus précisément cette « entente » car il ne s'agit pas seulement d'une opération intellectuelle, mais d'un mode constitutif de notre être. Cette analyse préliminaire Heidegger l'appelle « analytique existentiale ».
Face à la complexité de ce livre fourmillant, multiforme nous choisirons comme axe privilégié la notion d'« existence ». Dans ce cadre, des développements particuliers correspondant à cette première section sont conduits dans les articles connexes suivants :

### L'analyse préparatoire du Dasein

#### La spécificité de l'analytique existentiale
Heidegger dans le (§ 10) cherche à dégager l'analytique, de disciplines voisines, qui traitent aussi de l'homme et auxquelles on pourrait la rattacher, il s'agit mais non exclusivement de l'anthropologie, de la psychologie et de la biologie. Ce paragraphe cherche à démontrer « que les sciences de l'homme ont manqué la question fondamentale de l'être du Dasein, et qu'ayant manqué cette question, ces disciplines s'enracinent dans des fondements qu'elles omettent d'élucider », écrit Marlène Zarader. Jean Greisch parle à ce propos de « piège dans lequel se seraient enfermés les philosophies du sujet depuis Descartes ». Le même reproche est adressé aux « philosophies de la vie » de Wilhelm Dilthey et Henri Bergson. Le Personnalisme de Max Scheler, qui ignore la question de l'« être-personne », ne trouve pas plus grâce à ses yeux.

#### Les objectifs de  l'analytique existentiale
1. Quel est l'objet de l'« analytique existentiale » ? : S'enquérir des structures qui rendent possible, a priori , l'existence et donc le Dasein, qui se signale comme ayant un rapport insigne à l'être ; c'est cela l'« analytique existentiale » souligne Christian Dubois[101].
2. Pourquoi une « analytique existentiale » ? :  Dans Être et Temps, elle intervient comme projet d'« ontologie fondamentale », c'est-à-dire comme tentative de clarification du « sens de l'être » en général[101]. Les sciences qui se partagent le domaine de l'étant en ont besoin[N 24].
3. L'« analytique existentiale » prétend ignorer les choix existentiels de la vie concrète, son rôle consiste à mettre en évidence la structure essentielle de l'existence, c'est-à-dire les différents modes d'être du Dasein que Heidegger va décrire sous le nom d'« existentiaux », indépendamment des choix de vie, afin de les distinguer des catégories ontologiques traditionnelles, celles d'Aristote reprises par Kant, qui ne concernent que les « étants » ordinaires, autres que le Dasein[21].

#### Les thèmes principaux de l'analytique existentiale
Jean Greisch détermine d'abord sur la base des (§ 9à11) les 5 thèmes principaux de l'analytique à savoir : La   Mienneté ou rapport de Soi à Soi, qui transforme la question du sens de l'être en auto-interprétation du Dasein, c'est-à-dire, un  « qu'est-ce que l'être? »  ou « qu'est-ce que je suis? », en un  « qui suis-je? » ; la différenciation entre l'existence des choses , « là-devant » ou Das Vorhandenheit et le phénomène tout autre de l'existence, Existenz, pour un Dasein ; le thème de l'« authenticité ou d'inauthenticité », qui qualifie le rapport de soi au « soi-même » de la mienneté en deux possibilités opposées soit comme « appartenance à soi » soit comme « perte de soi » ; le thème de la « quotidienneté »  comme structure constitutive  originelle et incontournable  de tout « être-au-monde et enfin l'affirmation de la multiplicité des modes de l'exister humain et la mise à jour d'une série d'« existentiaux » en lieu et place des catégories traditionnelles.

#### Le phénomène fondamental l'«être-au-monde»
Dès le départ de l'analyse (§ 12), la caractéristique fondamentale de la structure de l'« être-au-monde, traduction de In-der-Welt-sein » est primitivement donnée dans une toute première esquisse, pour qualifier l'« exister particulier » qui va engager l'analyse ontologique du Dasein. Comme le note Marlène Zarader, le rapport à une extériorité, à une totalité, la (transcendance), est ce qui se donne, en toute priorité, lorsque l'on cherche à caractériser l'homme en son être. Toute la première section est consacrée à cette découverte qualifiée de phénoménologiquement « géniale » par Christian Dubois. Les trois questions immédiatement générées par cette qualification d' « être-au-monde » ; qu'est-ce que le monde? qui est cet étant, et que veut-dire « être-à » ou « être-au », vont constituer la trame de la première section.
Phénomène inaperçu jusqu'ici, l'« être-au-monde » est une « relation » originaire, « unitaire et insécable », faisant pièce à toutes les conceptions antérieures, notamment à la conception cartésienne de l'ego cogito. Cette expression décomposée en ses trois moments -(être, monde, ainsi que le « au » de « être-au »)-va fournir le schéma d'analyse de la première section de l'ouvrage. Se rapportant au monde, le 
Dasein  s'y déploie sur le mode de la préoccupation Die Besorgen .

#### Dynamique de l'existence
Dans le mot « existence », qui va progressivement concentrer toute l'énigme du  Dasein, surtout à partir de la deuxième section de l'ouvrage, il y a l'idée de la vie, mais aussi celle d'une mobilité (voir section : La Dynamique du Dasein), d'un « avoir-à-être », ou de « faire place à être » (entendu comme exposition à l'être)  qui ne concerne que le Dasein ; être qui est à chaque fois le « sien ». Si le Dasein perdu dans le « On » se méprend le plus souvent sur lui-même, dans l'épreuve de l'« angoisse », il lui est donné de se comprendre à partir de son existence, c'est-à-dire, « à partir d'une possibilité de lui-même, d'être lui-même ou de ne pas être lui-même »,.
En résumé, l'approche phénoménologique sous-jacente de l'« existence » appliquée à l'homme, c'est l'idée d'un être, toujours décalé par rapport à lui-même, qui a « à être », d'un Dasein qui se rapporte à son être, à son « pouvoir être », à ses possibilités, « comme ayant à être ». Le concept de Dasein exprime entre autres, un « décentrement » de la position métaphysique traditionnelle de l'homme. Ce « décentrement », ou « avance sur soi », implique, sortie hors de soi, et donc « entente » originaire et spontanée du monde.
Une fois exposé l'impératif premier de l'existence, à savoir, l'« avoir-à-être », l'analyse va s'ordonner autour de trois autres grandes questions soulevées par l'interprétation du syntagme « être-au-monde » : l'énigme du monde, l'emprise de la quotidienneté et la délivrance du « On », à travers le dévoilement du Souci comme fondement du Dasein et l'essence phénoménologique du « comprendre ».

##### L'avoir à être
La « Mienneté » -Die Jemeinigkeit ou le retour sur soi au sens où son être est toujours en jeu- est le phénomène principal : le Dasein, se rapporte constamment à lui-même, comme à son « pouvoir-être », d'où le sentiment qu'il est toujours en avance sur lui-même, toujours « en-projet », ce qui soulève la possibilité de deux directions de mouvements contradictoires, ou la fuite devant le "Soi" dans l'affairement auprès du monde et la dispersion, ou a contrario, le retour sur son « pouvoir-être » le plus propre (caractère de ce qui est propre) ; l'« authenticité », ou la perte dans l'« inauthenticité ».

##### L'énigme du monde
L'idée de monde est tout à fait étrangère à celle de nature. Loin de l’idée triviale de réalité dans laquelle l'homme occuperait une place comme un arbre, tout Dasein possède au sens de l'« être-au-monde », un monde qui lui est propre, dans l'esprit de Heidegger qui puise au départ cette idée de monde dans des expressions courantes de la littérature comme le « monde de Proust » ou le « monde de la rue », « ce n'est pas ton monde », le monde s'y dévoile non comme collection de choses mais comme une tournure d'ensemble, qui ayant une significativité propre à travers l'usage et la jouissance, fait de ce monde là, un monde qui a un sens. Remarquons que le concept général de « Monde » de l’« être-au-monde »  ne résulte pas de la généralisation à postériori et de l'addition  des mondes observables pour chacun de nous, mais désigne selon la terminologie de Être et Temps un « existential », étroitement imbriqué dans et avec un Dasein préoccupé par son être et est la condition de la constitution de tous les modes existentiels concevables.

##### L'emprise de la quotidienneté
On apprend que, « appartenant au monde », le Dasein vit la plupart du temps sur le mode de la « quotidienneté », Alltägglichkeit, banalement, il vit au milieu des autres dont il ne se distingue le plus souvent pas, et tombe avec eux sous la dictature du « On », de l'opinion moyenne,. La première section remarque Michel Haar, montre que le « On » est une structure existentiale indépassable du Dasein d'où le thème amplement développé, imprégné de réminiscences religieuses de la « déchéance », die Verfallen ou du « dévalement » (voir sur ce sujet article Phénoménologie de la vie religieuse). On peut parler avec Hadrien France-Lanord, de véritable réhabilitation de ce mode d'être selon lequel « nous sommes de prime abord et le plus souvent dans l'indifférence médiocre de l'exister ».
Dans la section les « différentes figures de l'existence »  de l'article Dasein sont résumés les modes d'être principaux que dégage l'analytique existentiale. Mienneté, Être-jeté, possibilité, projet, « avoir-à-être », fuite, déchéance, dissimulation, devancement, préoccupation, Souci et angoisse autant de termes soulevés dans l'analytique existentiale qui signent la constante mobilité du Dasein.

##### Le Souci comme fondement duDasein
Le Dasein est préoccupé quant à la « propriété » et à l'« authenticité » de son être. De la même façon son monde fait l'objet de sa préoccupation, il en a le « Souci ». Au (§ 41), Heidegger va faire du concept de « Souci », élargi et entendu comme injonction d'« avoir à être », une structure fondamentale du Dasein, Être et Temps (SZ p. 231). Dégagé de toute connotation psychologique, ce concept élargi, le « Souci », définitivement « ontologisé » va apparaître comme le « mode d'être » originaire et premier de tout homme dans son rapport au monde. C'est sous ce terme de « Souci » que Heidegger va regrouper l'ensemble des traits du Dasein « qui est un étant pour qui dans son « être-au-monde », il y va de son être » rappelle Jean Greisch reprenant la formule de Heidegger. On voit donc que le Souci n'est plus lié à la conscience mais bien enraciné définitivement dans l'« existencre ». Dans ce concept remodélisé dont la structure ontologique est définie comme : « devancement de soi », Heidegger pense trouver l'articulation originaire permettant d'unifier la « plurivocité » des modes d'être du Dasein écrit encore Jean Greisch.

##### L'essence du comprendre
La réponse à la question du « sens de l'être »  der Sinn von Sein , implique que le Dasein, que nous sommes, puisse le comprendre (SZ p. 200). Pour Heidegger, en rupture avec la tradition, il n'y a de véritable « entente », Verstehen, que là où le Dasein établit  avec la chose visée  « un rapport où son être est proprement engagé » Être et Temps (SZ p. 172), et non dans la seule intelligibilité. Selon Jean-Paul Larthomas « Le « comprendre » ou « entente » n'est donc pas l'acte d'une intelligence, il n'est pas prise de conscience de soi d'un sujet séparé de l'objet, il est prise en charge de ses possibilités d'existence dans une situation donnée, à l'exacte mesure de son « pouvoir-être » ». Christian Dubois écrit « Le Dasein   en vue de soi, est la racine où se configure le monde, le monde est toujours projeté en vue de soi-même comme mon monde. « Être en vue de soi », cela veut dire uniment deux choses : être ouvert à soi et être fin pour soi-même ». Tout « expliquer », en tant que découverte compréhensive de l’in-compréhensible, se fonde dans le comprendre primaire du Dasein .
L'entente intervient dans la constitution même du Dasein, elle n'est pas quelque chose qui tantôt nous échoirait, tantôt nous serait refusée, elle est une détermination constitutive de notre être,. « En tant que compréhension le Dasein projette son être sur des possibilités, par où entente de soi et entente du monde sont liées dans un cercle positif » note Christoph Jamme
Heidegger tourne définitivement le dos aux préoccupations techniques et épistémologiques des fondateurs de l'herméneutique moderne Friedrich Schleiermacher et Wilhelm Dilthey, dorénavant il ne s'intéresse qu'à la compréhension et à l'explicitation (Verstehen/Auslegung) comme manières d'être du Dasein   constate Jean Greisch
L'entente du monde comme « réalité » séparée nous faisant face, qui est la nôtre spontanément, transposée philosophiquement comme réalité opposée à l'esprit, apparaîtra comme l'effet d'un aveuglement de l'ontologie traditionnelle à l'égard des structures du Dasein.

#### Dasein, Mondéité, Réalité, Vérité
La première section se termine avec les paragraphes 43 et 44, qui traitent de la « réalité » et de la « vérité » dans une perspective rendue maintenant possible par l'analytique du Dasein.
Heidegger montre que c'est à partir d'un mode « déchéant » de ce dernier, lorsque l'homme se comprend à partir des choses et ni plus ni moins qu'elles (Anthropologie, Psychologie), que s'impose l'idée d'un monde ; monde dans lequel co-existeraient deux états, d'un côté et séparés l'esprit ou conscience et de l'autre côté le monde, la réalitéphysique . Cette scission que la perspective de l’« être-au-monde» rend caduque contraint à bâtir des ponts destinés à les relier par des théories de la connaissance , vouées à l'échec parce que sans fondement.
Puis Heidegger, après avoir rejeté comme dérivée la conception traditionnelle de la Vérité, comme adéquation de la chose à l'idée, va tenter de réintroduire son sens grec primitif de « décèlement » de l'étant (voir Vérité et Heidegger et la question de la vérité) Être et Temps (SZ p. 227).

### Dasein et temporalité
Avec la deuxième section, Heidegger va introduire le concept d'« existence authentique» qui va permettre de mettre en évidence le caractère temporel de l'être du Dasein. Alain Boutot remarque que l'étude de la première section de l'ouvrage « a dégagé la constitution ontologique de l'être-là, tel qu'il existe de prime abord et le plus souvent, c'est-à-dire dans sa quotidienneté ».
L'analytique a aussi mis au jour les structures fondamentales  du Dasein et donc de l'être humain, ainsi que les divers moteurs de sa mobilité comme, l'angoisse, le dévalement, l'anticipation de la mort et son « avoir-à-être » à partir de son « être-jeté », son exposition au monde, et sa résistance décidée à la dispersion de son propre Soi. Les concepts de base étudiés dans cette première section que l'on trouve dans l'article connexe « Dasein » comme : le « Souci » Sorge, la « Voix de la Conscience » Gewissen, l'« Être-vers-la-mort » Sein zum Tode, l'« être-jeté » Geworfenheit, la « Résolution anticipante » Vorlaufende Entschlossenheit, vont être mobilisés pour articuler « l'être-temps » du Dasein, autrement dit pour manifester son essence temporelle,.

#### Ce dont il s'agit
Alors que l'analyse menée tout au long de la première section avait conduit, en fin de compte, à faire du « Souci », le phénomène originaire qui paraissait constituer « l'être même du Dasein », il va s'avèrer, note Jean Greisch que  l'approfondissement apporté par la deuxième section, allait faire apparaître un phénomène plus fondamental encore : la « temporalité », qui  en tant qu'horizon ne pouvait se révéler que pour un Dasein  « authentique ».
À propos de cette deuxième section, Greisch parle « « d'un deuxième grand voyage » », tout entier tendu vers la recherche d'une « originarité », que le premier parcours centré sur le phénomène du « Souci », c'est-à-dire, sur un Dasein  toujours en avance sur lui-même (devancement) et en constant inachèvement n'avait pas permis d'atteindre. Si bien qu'à ce stade, « en l'absence d'une légitimation phénoménologique », on pouvait douter de la possibilité pour le Dasein, toujours en attente, d'accéder à l'« authenticité » de son être, mais que sa conscience lui enjoignait néanmoins de rejoindre. Il s'avérera au cours de cette section que seule l'« anticipation de la mort », comme grande « puissance individualisante », peut permettre au Dasein de rejoindre son « être-en-propre » (voir Être-vers-la-mort), Sein zum Tode. Heidegger va montrer que, le chemin vers cette «authenticité » est possible dans la  «résolution anticipante »  par l'« anticipation de la mort »

#### La méthode
Les structures du Dasein, mises à jour dans l'analytique fondamentale à savoir : le « Souci », l'« entendre », la «disposibilité », le « dévalement », la « parole », l'« être-au-monde », la « spatialité » et la « quotidienneté » dégagées dans la première section, reprises et amplifiées dans la seconde aux paragraphes 61 à 71 vont montrer, dans une longue étude menée pas à pas, que « toutes les structures fondamentales du Dasein jusqu'ici établies sont au fond temporelles du point de vue de leur totalité, de leur unité et de leur déploiement possible et qu'elles doivent toutes être conçues comme des modes de temporalisation de la temporalité » écrit Jean Greisch.
Deux phénomènes fondamentaux, auxquels sont consacrés les paragraphes (§ 45) à (§ 60), ignorés jusque-là, vont intervenir à l'occasion d'une reprise approfondie de l'analytique, l’« être-pour-la-mort » et la « résolution anticipante » et faire apparaître une nouvelle dynamique à l'œuvre dans la « mobilité » intrinsèque du Dasein et qui vont constituer des étapes dans la mise à jour du caractère « temporal » du Dasein.

#### Les phénomènes nouveaux

##### L'anticipation de la mort
Heidegger tente d'abord, de conduire, dans les paragraphes (§ 49) à (§ 53), le Dasein  face à une phénoménonologie de sa propre mort. Pour l'homme qu'en est-il du sens existential de la mort? Bien entendu il ne s'agit pas de l'expérience proprement dite de la mort mais seulement pour un être mortel, ici et maintenant, de l'expérience de cette « possibilité » tournée selon son expression « sur l'impossibilité de toute possibilité » autrement dit sur sa propre fin, Sein zum Tode. Ce rapport est constitutif de l'être du Dasein qui aussi longtemps qu'il existe, existe dans ce rapport indéterminé à sa fin. Alain Boutot écrit « La mort n'est pas une possibilité parmi d'autres mais la possibilité extrême de l'être-là et comme l'écrit Heidegger lui-même,la possibilité la plus propre, absolue et certaine et comme telle indéterminée indépassable de l'être-là,  Être et Temps (§ 2 ) (SZ p. 258) ». Françoise Dastur note que s'ouvrant à la possibilité qu'elle est, « le devancement de la mort la dévoile comme fermeture à l'être ».
Bien entendu, cette  possibilité ontologique ne pourra être considérée comme légitime, et non théorique, que dans la mesure où cette exigence de confrontation à la mort monte de l'essence même du Dasein nous dit Christian Dubois.

##### La résolution anticipante
La question préalable que cet interprète pose est : « Y a-t-il dans le Dasein une exigence du propre et comment se manifeste t-elle ? ». En résumé, répond Heidegger, du fond de sa perte dans le On, parce qu'il est constitutivement ainsi, et qu'il a son « être » en charge, le Dasein, étranger à lui-même, est ramené à son «être-en-dette», c'est-à-dire à sa « nihilité » ou absence de fondement, par « la voix de la conscience », qui a pour objet de « laisser apparaître la possibilité d'un « se-laisser-appelé » hors de l'égarement du « On » » écrit Christian Sommer.
La «voix de la conscience » l'invite à quitter sa fascination pour le monde, à cesser de se cacher et de se travestir, comme à cesser de s'entendre lui-même à partir de l'être-exposé en public et à « se décider pour l'existant de fait qu'il est ». Par ailleurs, l'analyse de l'« être-en-faute » montre que le Dasein, en  tant qu'« être-jeté », doit être considéré comme toujours en dette, au moins « vis-à-vis de lui-même », et qu'il l'est « aussi longtemps qu'il existe ». Le « devancement » ou Vorlaufen témoigne d'une mobilité insigne du Dasein qui constitue la manière propre de soutenir sa culpabilité et son « être-pour-mourir ».
Dans l'écoute de cet appel, le Dasein s'ouvre pleinement à lui-même, à sa vérité originaire et c'est cette ouverture que Heidegger dénomme « résolution anticipante ». Ce concept de  « résolution anticipante »  ou Die vorlaufende Entschlossenheit du paragraphe (§ 62), va représenter selon Christian Dubois, « la vérité de l'existence assumée ». Jean Greisch démontre que dans « la résolution devançante se rejoignent les trois qualificatifs de l’authenticité, de l’intégralité, et de l’originarité ».

#### La possibilité pour le Dasein d'être véritablement soi-même
Heidegger consacre les paragraphes (§ 61) (§ 62) et (§ 63) à montrer que l'« être-là » peut devenir total et authentique sans cesser pour autant d'être l'étant qu'il est, dans le même état existentiel, grâce à « l'anticipation résolue » Vorlaufen de la mort, sans que cela soit une vaine spéculation morbide mais au contraire dans le soutien permanent de sa possibilité,.
Cette lucidité se trouve saisie par le devancement (l'anticipation de la mort) qui transporte mentalement le Dasein, dans la situation incontournable du devoir mourir, c'est à cet aune, que le Monde, ses valeurs et ses attaches affectives vont être jugés et donc disparaître dans le néant pour libérer l’« être-en-propre » dans sa nudité. Christian Dubois précise que cette possibilité « irrelative » implique la dissolution de tous les rapports à autrui et « notamment la possibilité de me comprendre à partir de possibilités puisées dans le On, elle me donne donc à comprendre à moi-même entièrement, elle me donne à assumer l'existence entière à partir de mon isolement ». Le Dasein est mis en face de sa propre vérité lorsqu'il est renvoyé au néant de son fondement.
Dans l'« être-vers-la mort », où la mort n'est pas une possibilité quelconque mais bien « la possibilité ultime de l'impossibilité de l'existence » selon la formule maintes fois répétée , l'« être-là » existe « authentiquement » (voir le pouvoir être authentique) par son double caractère d'isolement et d'« in-substituabilité ». Comme être-jeté, le Dasein  en fait l'expérience dans l'angoisse ; cette angoisse que quotidiennement déchéant, il fuit.

#### Souci et être soi-même
Le paragraphe (§ 64) reprend la première analyse du concept de Souci comportant, le devancement de soi, le phénomène de l'anticipation de la mort et l'appel de la conscience. À cette occasion refait surface le problème de l'ipséité, que Heidegger aborde à travers la critique de la conception kantienne. Pour Heidegger « Kant se montre incapable de clarifier la manière dont le « Je » accompagne ses représentations […], il ne voit pas que cette structure intentionnelle a pour présupposition fondamentale le phénomène de l’« être-au-monde » ». Cette cécité l'oblige à s'aligner sur une ontologie de la substantialité.
Pour Heidegger, il faut penser le sujet dans le sens de la constance   Ständigkeit de l'ipséité à partir du Souci qui comme le souligne Jean Greisch n'est pensable qu'en termes de, et partir de la résolution

#### Souci et temporalité
Jean Greisch qualifie le paragraphe (§ 65) intitulé la temporalité comme sens ontologique du Souci « de cœur secret de  Sein und Zeit ». Françoise Dastur écrit « ce dont nous faisons l'expérience dans la résolution devançante, c'est-à-dire au niveau de l'existence en ce qu'elle a de propre, c'est de la temporalité en tant qu'elle constitue le sens ontologique du Souci ».

##### Le sens de la temporalité chez Heidegger
Heidegger utilise le terme allemand de Zeitigung qui exprime « l'œuvre du temps » ou la « temporation », son propos étant de «déconstruire » la signification traditionnelle du concept de temps. La temporalité n'est plus ce « milieu », où, selon l'expression de Françoise Dastur, à l'instar de St Augustin, « se disperse la présence, en présent, passé, futur » ni l'unité de « protention et de rétention »  husserlienne. Tout en conservant l'unité des trois moments du temps, il s'agit de dénier au "présent" tout privilège, pour le transférer au futur et ainsi épouser « le mode d'être d'un existant qui n'est pas originairement présent à soi, qui a « à être », à devenir ce qu'il est »,.

##### Temporalité originaire extatique

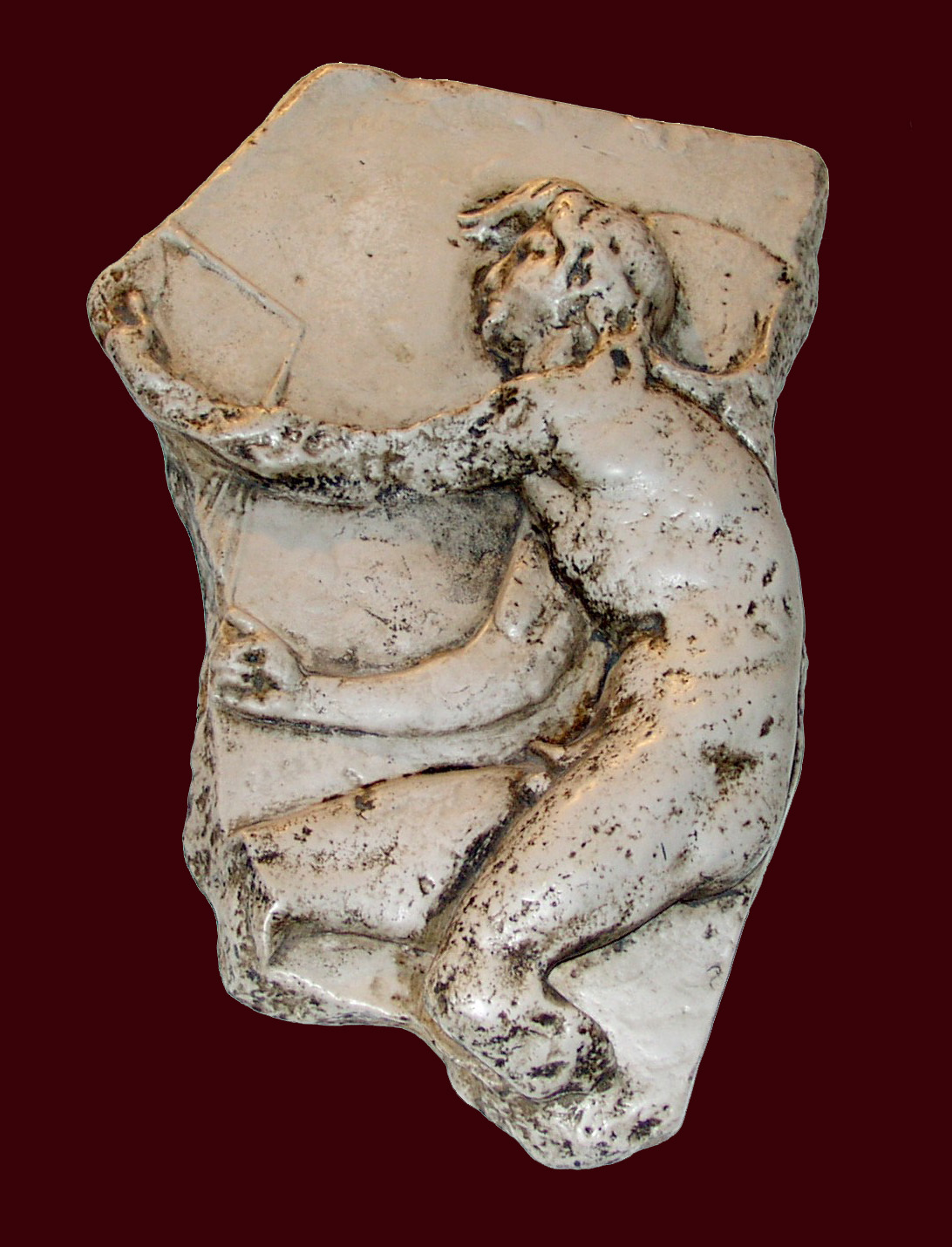
Bas-relief du Dieu Kairos de Lysippe, exemplaire de Trogir (Croatie)

La temporalité, comme phénomène, va être interprétée à travers l'« existentialité » qui s'expose (se donne phénoménologiquement) selon trois directions ou « extases » co-originaires. Dans la résolution devançante  l'être-là se projette en avant de lui-même et s'ouvre à son propre avenir d'où le primat du phénomène originaire de « l'avenir ». L'« être-été », Die Gewesendheit, qui va constituer le moment du passé originaire, résume la nécessité d'assumer ce que l'être-là a déjà été, il ne peut advenir à lui-même que dans la mesure où il assume ce qu'il est en propre. D'où le constat de Heidegger « Le passé, d'une certaine manière jaillit de l'avenir » Être et Temps  (§ 65) (SZ p. 326). Enfin pour ce qui concerne le présent écrit Alain Boutot « Le présent originaire n'est pas le maintenant, de la temporalité vulgaire, mais désigne en tant qu'« existential », le mouvement par lequel l'« être-là » se projetant vers son pouvoir-être le plus propre et assumant son être toujours-déjà, découvre le monde qui est à chaque fois le sien ». 

« La temporalité est l'« hors de soi » original en et pour soi-même »

— Être et Temps  (§ 65 ) (SZ p. 329)

##### Temporalité et quotidienneté
La temporalité originaire ici mise à jour ne peut trouver sa justification que tout autant qu'elle permet de comprendre les expériences du temps ordinaire, « comme autant d'expériences dérivées, à partir desquelles se constitue le concept vulgaire du temps note » Christian Dubois. C'est à cette question que répond le paragraphe (§ 67) qui commence le IVe chapitre. À cet effet Heidegger procède à une répétition écrit Jean Greisch « des structures de base du Dasein, à savoir : le comprendre, l'affection, la déchéance, et le discours afin de décrire les modalités particulières de leur temporalisation ».

#### Les dernières analyses
Afin d'étayer ce lien entre « temporalité » et Dasein, Françoise Dastur, résume en quatre étapes une longue démonstration de Heidegger correspondant aux quatre derniers chapitres d'Être et Temps visant à montrer : que l'être du souci n'est rien d'autre que la temporalité et que successivement les quatre modes d'être du Dasein, la quotidenneté, l'historialité, l'intra-temporalité, sont aussi, autant de modes de temporalisation du Temps.
Christian Dubois  note les trois directions d'analyse que les trois derniers chapitres accomplissent : pour le chapitre IV, la mise à jour du sens temporel de la quotidienneté, le chapitre V va tenter de dégager la notion d'historicité du Dasein, le chapitre VI explorer les conditions de la genèse du concept « vulgaire » du temps.

#### Les diverses approches
Des analyses denses et complexes développées par Heidegger concernant la temporalité du Dasein, Alain Boutot  retient quant à lui trois thèmes :
1. celui de l'« être-pour-la-mort » par l'analyse duquel il faut absolument passer pour comprendre ce qu'il en est de l’« être-au-monde » comme totalité et donc du chemin à emprunter pour la conquête de son «authenticité».
2. celui de la signification originairement temporelle du « Souci » sur la base de quoi Heidegger atteindra le point culminant de la deuxième section, en montrant que le sens profond de la « résolution anticipante », réside dans la temporalité qui se déploie dans la triplicité d'une extase, dominée par l'avenir.
3. celui de la confirmation concrète en parvenant à déduire de la temporalité, la quotidienneté, l'historialité du Dasein et l'intratemporalité de l’« être-là ».

## Les acquis d’Être et Temps

### Nouvelle conception de l'homme

#### Critique de l'anthropologie moderne

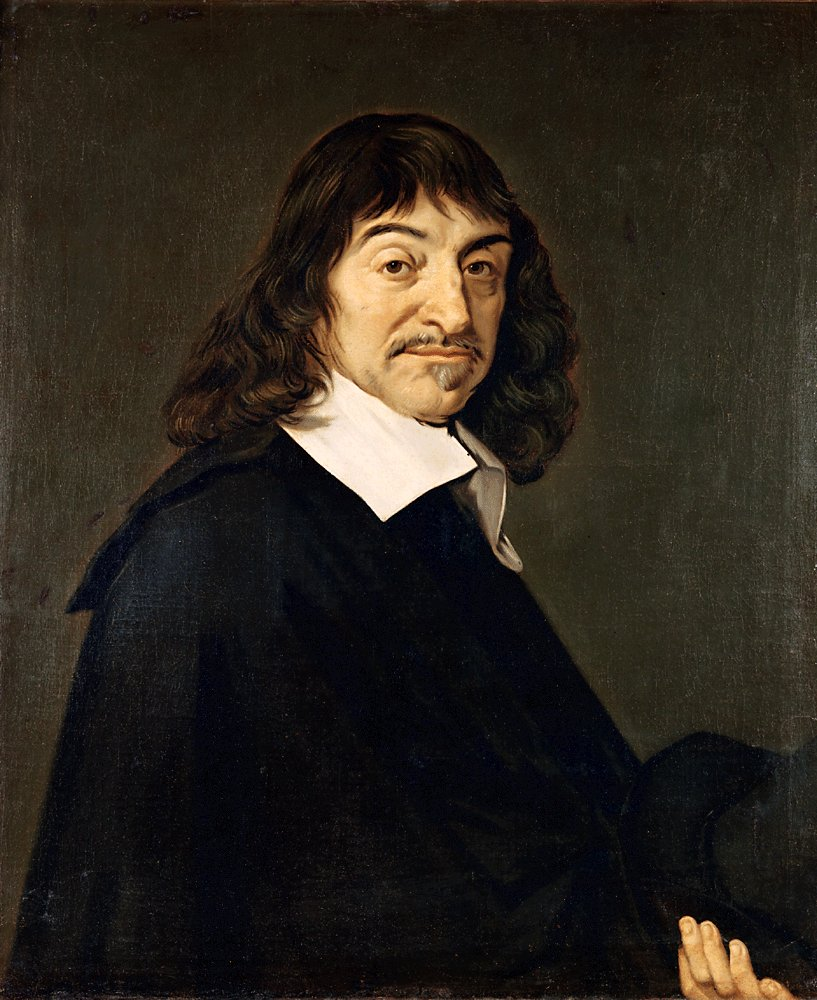
René Descartes.

Pour Heidegger écrit Jean Greisch « l'anthropologie traditionnelle combine un double héritage, un héritage philosophique […] (l'homme animal raisonnable de la métaphysique) et un héritage théologique, condensé dans l'idée de l'homme créé à l'image de Dieu ».
À ses yeux, précise Marlène Zarader, en ayant manqué la question du sens de l'être , les sciences de l'homme se sont enracinées sur des fondements contestables. La position de l'homme, qui en découle, comme sujet, issue de Descartes et, bien avant Descartes, celle de Socrate est le fruit d'un oubli du fondement écrit Paul Ricœur. Descartes aurait exploré, le « cogito », le « je pense », mais non le « je suis », qu'il aurait pré-supposé dans son raisonnement. Descartes dit textuellement « je suis une chose pensante », Heidegger adresse la même critique à Husserl et rejettera aussi l’« inconscient freudien ».
Heidegger pense que le sujet moderne dérive de l'upokeimenon grec qui signifie, l'en dessous, le sol, le substrat, autrement dit, le sujet est aussi ce qui subsiste inchangé, à travers le temps, une substance. À partir de ces pré-supposés il devient impossible, selon lui, de détacher le sujet de l'idée de chose et il ne suffit pas d'honorer subsidiairement la « personne humaine » en l'homme, comme le fait Husserl, pour lui conférer un statut ontologique éminent. Cette pensée qui abandonne l'idée de sujet a été qualifiée d'anti-humaniste.

#### L'homme en tant qu'être au monde
Heidegger pense qu'on ne peut définir l'homme à partir de lui-même, qu'il est toujours dans un rapport à une totalité, à une extériorité, à un autre que lui-même, que ce « rapport à » est essentiel, « qu'il appartient à son être », d'où l'introduction du concept fondamental d' « être-au-monde ». « Être-au-monde » n'est pas « être dans le monde », le Dasein n'est pas comme les choses posées dans le « monde », mais ce monde le concerne c'est positivement son affaire, il n'y est pas indifférent. Les caractères d'être du Dasein ne sont pas ceux des choses (les catégories). On les distingue par l'appellation « existentiaux ». Le plus souvent le Dasein vit en familiarité avec son monde. Il y établit son « séjour », il y « habite », il y « travaille ».
Jamais l'homme ne porte un pur regard de spectateur sur le monde, même pas théoriquement. Ce monde dans lequel il cherche refuge, le préoccupe et cette « préoccupation », (Besorgen) est la forme première « du Souci ». Cependant cette familiarité est « trompeuse », le Dasein est essentiellement toujours, étranger à son propre monde, il est Unheimlichkeit, c'est-à-dire, sans abri, exposé à la violence de l’être.
Ce phénomène d'« être-au-monde » est toujours mal-interprété, car le Dasein en s'identifiant aux choses se condamne à ne pas voir la spécificité de son essence et à croire pouvoir s'interpréter lui-même par les sciences dites humaines. C'est oublier que la connaissance elle-même, n'est qu'une modalité, de son être, une modalité de l'« être-au-monde ». Elle dérive de l'« ouverture » du monde, elle n'en est ni le préalable, ni la condition. Il n'y a donc pas une intériorité d'un sujet à « transcender », une autonomie d'un objet et pas de problème de connaissance direct entre le sujet et l'objet. Le problème de la connaissance n'est pas fondé sur le phénomène du connaître.

#### L'homme en tant qu'existant
Après avoir dégagé les structures formelles de « l'être-là », Heidegger s'attache à cerner la mobilité du vivant en prenant appui sur la conceptualité aristotélicienne (Rhétorique II, 2-20 et II, 5). Il en dégage, selon Christian Sommer, des concepts oubliés qui seront enrichis de motifs néo-testamentaires.

##### La phénoménologie des affects
Jean Greisch écrit « c'est à travers l'émotion que je découvre que j'ai besoin du monde et des autres […] il faut reconnaître dans ce besoin une « structure existentiale » qui porte l'empreinte de l'affection ». L'« affection » se dit d'un être qui peut être altéré, Heidegger y reconnaît le « pathos » (πάθος ) d'Aristote : qui visant la possibilité d'être affecté et concerné par quelque chose, décrit un état de mouvement; ce « pathos », comprend toutes les altérations nocives ou non qui me constituent comme « être-affecté », recense Christian Sommer. Plutôt que d'abandonner la théorie des affects aux psychologues Heidegger estime qu'Aristote lui donne les moyens, dans la Rhétorique, à partir de ses travaux sur l'art de persuader, de se placer sur un autre terrain, « celui d'une hérméneutique systématique de la quotidienneté de l’« être-l'un-avec-l'autre » »  rapporte Jean Greish.
Seul « l'être du vivant »  est susceptible de « pathos », et Heidegger note que pour Aristote, c'est bien « l'être intégral » qui est altéré et affecté par le monde dans lequel baigne le Dasein et pas uniquement une simple partie de lui-même qui serait son âme. « C'est l’intégralité du vivant comme « être-au-monde » charnel qui se trouve emporté » . Le pathos implique un changement brusque, un saut d'humeur de « l'être-emporté » . À partir de ces éléments, Heidegger forge son concept de Befindlichkeit, « disposition » affective ou même « disposibilité » selon François Vezin. Pour résumer, une disposition, affectée, se transporte dans une nouvelle disposition, celle-là même dans laquelle on est porté ainsi « c'est en se réjouissant qu'il se transporte dans la joie comme telle ».

##### La Disposition
La « disposition », traduction difficile du terme allemand Befindlichkeit révèle plusieurs traits essentiels du Dasein résumés par Christian Sommer, à savoir : un « être-jeté » au monde et livré à lui-même, en charge de lui-même, nu et exposé au monde dans ce qu'il est et dans ce qu'il a « à être » , de sa naissance à sa mort, esclave de sa nature, il est toujours pour son devenir asservi aux contraintes physiques et à la situation existentielle dans laquelle il se trouve jeté'.

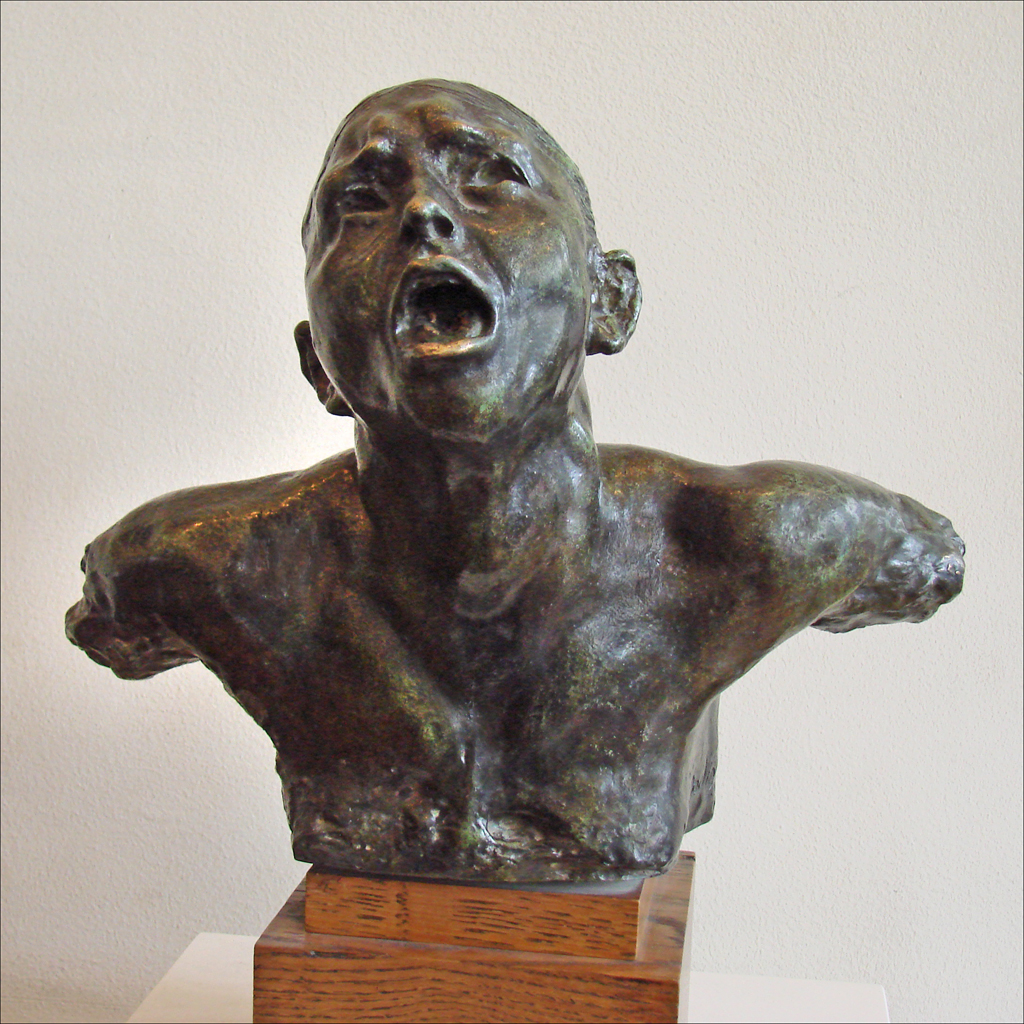
Le Cri d'Auguste Rodin (musée Rodin) (6215583946)

C'est la Befindlichkeit, qui ouvre toujours l'intégralité de « l'être-au-monde » à son monde, car comme le précise Heidegger, « l'état affectif a toujours déjà ouvert le monde dans sa totalité ».
Heidegger produit (§ 30au41) une analyse fouillée de la mobilité du Dasein (voir résumé dans articles Dasein, phénoménologie de la vie (Heidegger) et Être-vers-la-mort) où il fait état de pour qualifier la vie de :  Souci, de tourbillon du monde et d'égarement, de « bavardage » et de curiosité, d'évitement de soi, de crainte et d'angoisse.

##### La nihilité du vivant humain
« La nihilité du vivant humain » est une périphrase forte utilisée comme tête de chapitre par Christian Sommer. Un des traits les plus caractéristiques du traitement qu'inflige Heidegger au statut de l'homme à travers le Dasein est son dépouillement absolu : sans fondement, sans monde et sans abri :
« L'homme apparaît comme un être sans fondement » (ab-gründig ) : l'être-jeté signifie que le Dasein ne s'est pas posé lui-même, il a « à être » et à « être lui-même ». C'est à lui-même, qu'il est remis, il a donc à être son propre fondement. On peut parler d'une double négativité la première c'est la négativité correspondant à son origine, en tant qu'« être-jeté », il n'est pas maître de son origine, il n'existe qu'à partir d'elle, partant « il est à lui-même son propre fondement ». La négativité est constitutive de son tout premier « être-là » facticiel, et aussi d'une seconde négativité, celle relative à son existence. Le Dasein est ainsi, toujours être-jeté-se-projetant (toujours en avance de lui-même) et doit se comprendre dans tel ou tel projet de soi en « renonçant à d'autres ». C'est cette double négativité qui est reprise par Heidegger dans le concept d'« être-en-faute » ou « en dette » qui exempt de toute connotation morale ou juridique révèle seulement un état de fait existentiel incontournable(voir § 58).
« L'homme est au monde sans abri » :  « l’Unheimlichkeit », l'homme littéralement « sans chez Soi ». C'est dans cette situation d'errance dans le vide, cette situation de nudité, que le Dasein angoissé se trouve transporté, éjecté qu'il est, de la quiétude de son monde (Umwelt), caractérisé par la plénitude de sens (la Significativité) , l'habitabilité et la familiarité. Or la constitution fondamentale du Dasein, son mode d'être fondamental, a été donné, dès l'origine, par Heidegger, comme « être-au-monde » ; que devient alors cette constitution si ce monde tombe brusquement dans le néant ? C'est la question que se pose en conclusion Marlène Zarader. Peut-on se contenter de répondre avec Heidegger que l'Unheimlichkeit est aussi par opposition, un mode essentiel de son rapport au monde, comme le type de présence que représente l'ami absent ?.
Bien que les développements directement axés sur le Dasein dominent largement le livre, ce sont ceux ayant trait au Monde et à la Mondanéité qui vont représenter, selon Marlène Zarader, la base la plus riche pour les développements ultérieurs de l'œuvre du philosophe.

### Nouvelle conception du monde
Dans Être et Temps, le concept de « Monde » que Hans-Georg Gadamer signale comme « un exemple magistral d'analyse phénoménologique » n'a de sens qu'à travers et pour le Dasein, toute autre approche interdit de saisir le phénomène en tant que tel. C'est pourquoi la notion dynamique de mondéité ou mondanéité  l'emporte donc ici sur toute description statique.
C'est à travers les manières d'être du Dasein que le phénomène du monde va apparaître et non à travers les propriétés objectives des choses.

#### Le monde comme phénomène

##### Récusation du concept cartésien
L'ontologie cartésienne est dominée par la notion de substance, héritée de la scolastique, qui à aucun moment ne s'interroge sur les conditions originaires de la donation des phénomènes ; Descartes prescrit souverainement au monde son être véritable à savoir « une chose étendue », dans un espace mathématique. Le monde pour Descartes est une sommation de choses, il impose sa distinction « substance pensante/chose corporelle », qui masque le rapport originel à partir duquel, la conception traditionnelle s'explique . Selon Heidegger ce rapport fondamental se situe au niveau de « l'être au » de l'expression « être-au-monde ». Le monde de Heidegger n'est plus une « chose étendue », c'est tout au contraire l'étendue spatiale elle-même qui doit être découverte à partir du monde.

##### Le monde comme ouverture
La révélation de tout étant, quel qu'il soit, présuppose qu'un monde soit au préalablement ouvert (Ershlosssenheit) a toujours déjà eu lieu. Toutefois le monde, n'étant pas un étant mais un existential, c'est-à-dire, un mode d'être du Dasein, ne peut jamais en tant que tel, être découvert. La traduction littérale de Erschlossenheit par ouverture néglige en fait, la nature existentiale du concept, c'est pourquoi Vezin ose utiliser dans sa traduction d’Être et Temps le terme étrange de « Ouvertude » « Le Dasein est son ouvertude » dit-il.
C'est parce que le Dasein a une compréhension pré-ontologique, naturelle, immédiate et générale que quelque chose, aussi bien que lui-même, peut lui apparaître. Deux traits sous-tendent cette pré-compréhension, « la familiarité », et la « significativité ».

##### Le monde comme préoccupation
Au quotidien, l’étant, les choses du monde, se donnent au Dasein dans la préoccupation Die Besorgen, et non dans la visée théorétique d'un objet de connaissance. L'intentionnalité husserlienne est réinterprétée comme un « se-soucier-de » l'étant, dont l'éventuelle visée d'un objet de connaissance dérivera. Le Dasein utilise l’étant qui se donne à lui comme « outil », Zeug , cet outil apparaît au regard de la « préoccupation », regard que Heidegger appelle « circonspection ».
Dans cette relation, dominée par « l'en vue de…, » on se saisit d'un étant « à-portée-de-la-main », Zuhandenheit pour réaliser quelque chose. La préoccupation englobe les activités les plus diverses. Dans l'optique d’Être et Temps, la distinction qui importe n'est plus celle qui existe entre la pratique et la théorie, mais entre la préoccupation qui discerne et le dévoilement théorique de l'étant.

##### Les structures et choses du monde
« L'idée fondamentale de Heidegger, c'est que l’« être-là » ne rencontre pas l'étant de façon directe et immédiate, dans sa nudité, mais sur le fond d'un rapport de sens  « Bewandtnis-zuzammenhang » qui l'inscrit dans un réseau de significations renvoyant les unes aux autres », écrit Alexander Schnell.
Il s'agit de mettre à jour les modes par lesquels le monde et ses choses se donnent à voir. Heidegger y distingue, avec la généralisation du principe d'ustensilité, les structures de renvoi et les tournures :
Les choses du monde n'apparaissent que sous le regard circonspect d'un Dasein préoccupé, attentif au contexte. Dans cette optique élargie tout étant, apparaît, non pour lui-même, mais comme renvoyant à ce contexte. En ce sens tout objet devient « outil », une chose utile en vue de… Mais de même qu'il n' y a pas d'outil isolé (§ 17), il n'y a pas d'outil qui serve à personne. C'est dans l'action entreprise en vue de… que l'outil dévoile son être, il est donc « en son être renvoyé » à autre chose qu'à lui-même. Pour distinguer l'outil de la chose indifférente, simplement là, Heidegger utilise le terme de Zuhandenheit, que l'on traduit par « disponibilité » ou mieux « maniabilité », qu'il faut donc absolument distinguer de la notion de  Vorhandenheit  traduit majoritairement par « être-sous-la main » ou « être-à-portée-de-la-main » voulant signifier la présence constante ou subsistance sans autre détermination. Ce qui m'est primitivement donné c'est l'étant-disponible, donc « un en tant que », une chose en vue d'autre chose, le « pour-quoi » qui commande.
De proche en proche, toute la nature dans son caractère disponible, peut être découverte (la forêt réserve de bois, la carrière réserve de pierres pour la construction)
De la même façon il n'y a d'ustensiles que dans la mesure où le monde qui les justifie est compris préalablement. Le monde est toujours, en tout utilisable, déjà « là ». Heidegger prend l'exemple de la moissonneuse batteuse qui ne prend de signification qu'à l'intérieur de la ferme et de l'exploitation agricole. C'est, cet enchâssement, qu'Heidegger dénomme Bewandtnis  (§ 18), traduction Martineau « tournure » et traduction Vezin « conjointure », qui de proche en proche met à découvert, le monde. Chaque monde (la ferme, l'atelier, la salle de bains, l'église), est constitué des choses qui sont à leur place, c'est ce que traduit parfaitement le terme de « conjointure ». Tout monde est une entièreté de conjointures liées entre elles en vue de… « « à dessein de quelque chose » » pour le Dasein. François Vezin (p. 563), développe « Nageant dans le « bain » de l'existence, le Dasein  se meut dans les rapports de conjointure ». C'est pourquoi, Jean Greisch peut dire , que la découverte, du, ou des mondes, précèdent celle des choses, dans les tournures et les conjointures qui leur sont propres. Le Dasein quotidien appartient essentiellement à un monde avec lequel il est étroitement relié.

##### Le problème de l'intramondanéité
Se reporter à la description de « la structure de l'espace heideggérien » dans Heidegger et le problème de l'espace .
La maniabilité doit s'accompagner de proximité (§ 22). Le marteau doit être à sa place sur l'établi à peine de perdre son statut d'ustensile. La place va de pair avec la tournure. Chaque objet a sa place et les places sont regroupées en contrées correspondant à des tournures. Ici l'« espace est phénoménologique » en rapport avec la préoccupation soucieuse du Dasein, pour qui la spatialisation est un existential.
Dans cet espace phénoménologique, c'est la préoccupation et non les distances objectives, qui va structurer le monde ambiant. Ainsi ce qui est le plus éloigné, et qui implique un long trajet, pourra apparaître plus « proche » qu'une démarche difficile à entreprendre auprès de son voisin (annonce d'un malheur) qui va être lourde et interminable.

##### Y a-t-il un monde comme tel?
La question de savoir s'il peut être parlé d'un monde comme tel, c'est-à-dire d'un monde qui ne serait pas le monde ambiant du Dasein ne trouve pas de solution explicite dans Être et Temps, ou plutôt les deux positions peuvent y être soutenues, remarque Marlène Zarader.

#### La découverte de la «mondéité»
Le terme de mondéité Weltlichkeit suggère un lien essentiel entre le monde découvert et les manières d'être du Dasein, lien que l'ontologie classique a systématiquement négligé.
Heidegger distingue du sens « ontico-existentiel » de monde dans lequel tel ou tel Dasein vit, par exemple l'espace « mondain » de Proust, la dimension du monde religieux du croyant etc., le sens « ontologico-existential », la « mondéité » de ces mondes, c'est-à-dire leur sens d'être ou l'a-priori qui les structurent et les déploient dans leur être. Comme la « mondéité » est dans Être et Temps, un existential qui appartient à la structure d'être du Dasein, Heidegger commence son analyse à partir du monde ambiant quotidien Umwelt. Familier de ce monde le Dasein circonspect s'y meut librement, sans nécessairement en avoir conscience. L'être du monde sous-jacent peut soudain se dévoiler :
1. À la suite d'un mode déficient de la préoccupation § 16). Soit que l'outil s'avère inutilisable dans sa fonction, soit qu'il fasse simplement défaut, là ou au moment, où il était recherché, soit qu'il fasse obstacle à l'utilisation d'un autre outil, interrompt la suite des renvois et révèle du même coup le complexe d'outils rassemblé en vue de… Ce qui était implicite devient manifeste (pensons à la perte d'une clef de  voiture et à toutes ces conséquences possibles), tout le réseau de nos habitudes journalières se trouve bloqué.
2. À la suite d'un renvoi qui fait signe. L'idée est que nous pouvons nous diriger, nous orienter dans un monde complexe par des signes composés de flèches, de panneaux, d'enseignes, d'insignes, d'uniformes, de bannières qui me disent ce que j'ai à faire, en me révélant ce qu'il en est du monde ambiant dans lequel je me trouve et, comment je dois m'y comporter. Non seulement le signe montre le monde ambiant mais en plus il nous montre comment il fonctionne (l'uniforme, les insignes, le drapeau dans une caserne)[188]
3. À la suite d'un effondrement de la familiarité sous le coup de l'ennui ou de l'angoisse. L'angoisse détruit progressivement toutes les déterminations (familiarité, significativité, habitation) qui faisaient du monde un Monde pour le Dasein. Les structures, les réseaux et les finalités, d'abord absurdes, finissent par disparaître, il ne reste que l'idée d'une perte, d'une absence qui jette le Dasein face à la pure nudité de son existence. Mais le Dasein pourrait-il continuer à satisfaire à sa propre essence « d'être-au-monde » si quelque chose comme une pure mondéité ne se survivait pas? C'est la question que se pose Marlène Zarader[189]. Pour certains critiques l'angoisse ne dévoile que le caractère purement existential de la mondéité et non le monde en soi.
4. Conséquence positive, en interdisant tout refuge dans le « On », l'angoisse a pour conséquence de singulariser le Dasein, autrement dit, autorise l'émergence d'un Soi singulier[N 46].
5. La question du monde va dans une ultime étape déborder la question d'origine du sens de l'être dit Jean Beaufret[190],[191].

### Nouvelle conception de l'histoire
Dès le paragraphe (§ 6), comme préalable à la déconstruction de l'ontologie, Heidegger entreprend une réinterprétation fondamentale du concept d'Histoire qu'il reprendra et poursuivra jusqu'à la fin (§ 72 à 77). Au (§ 75) l'histoire est abordée à partir de la question de l'« historialité du Dasein » - son caractère historial ou son existence continuellement en projet. Jacques Rivelaygue montre comment l'histoire, sous forme de reprise des possibilités facticielles délivrées par la tradition intervient pour compléter la contingence initiale à laquelle le Dasein serait, sans elle, condamné dans son être-jeté.

#### La distinction entre l'historique et l'historial
C'est à partir des deux mots de la langue allemande « Geschichte » et « Historie », le premier renvoyant à une histoire effective en train de se faire et le second plus spécialement axé sur la science correspondante que Heidegger va construire une toute nouvelle interprétation à savoir : la Geschichte va d'abord glisser vers la signification d'histoire essentielle, celle où se joue les événements décisifs, l'histoire de la philosophie se dirait Historie au sens scolaire et Geschichte pour désigner l'histoire de l’être qui se joue de manière souterraine dans l'histoire de la philosophie ; en puisant dans les ressources de l'allemand Heidegger va rapprocher Geschichte des termes Geschick qui signifie « envoi » (lancement, mis en route) et Schicksal que l'on peut traduire par « destin » ; enfin de la distinction Historie/Geschichte Heidegger va ensuite tirer deux adjectifs qui, traduits, donnent « historique » et « historial », et qui vont tenir une place considérable dans toute l'œuvre du philosophe. Est historial ce qui relève de l'histoire essentielle : « L'histoire que veut penser Heidegger, la  Geschichte, c'est l'histoire de ce qui nous est envoyé ou destiné depuis l'origine et qui ainsi nous détermine à notre insu ».

#### L'historialité du Dasein
Le Dasein est inséparable de sa génération et de ce fait il a des prédécesseurs et des héritiers (§ 6). Mais aussi, existant, le passé, mon passé est déposé en moi constitutif de ce que peut être mon être, résume Marlène Zarader. Tout d'abord exister voudra dire « ce rapport existential à son propre passé  qui constitue le « primairement historial » que le Dasein peut investir dans les choses […] hériter c'est-à-dire se recevoir, assumer des possibilités d'être », écrit Jean Greisch.
Dire que le Dasein est « historial » c'est dire, en outre, qu'il n'a pas simplement une histoire mais qu'il est lui-même historial, c'est-à-dire qu'il est, lui, constamment « cet acte de s'étendre entre sa naissance et sa mort » et qu'il est cette « extension » qui constitue l'histoire. L'extension est pour ainsi dire consubstantielle à son être. Heidegger combat ainsi de toutes ses forces le risque qui pèse sur une représentation temporelle d'être comprise en termes de spatialité ou de successivité qui supposerait l'existence d'un « Soi » auquel il échoirait en outre de s'étendre.

### Nouvelle conception de la vérité
Au paragraphe (§ 44), Heidegger s'attache à déconstruire la perception traditionnelle du concept vérité comme jugement de concordance entre la « chose et la pensée » que l'on en a. Jean Greisch résume sa position en deux alinéas :
Un tel concept traditionnel, qui d'Aristote à Kant, bénéficie d'un consensus impressionnant présente néanmoins des insuffisances ontologiques notamment parce que le mode d'être de l'adéquation qu'il présume possible n'est jamais élucidé. Il s'avèrera que « l'énoncé n'est pas une réalité subsistante mais un acte ou un comportement qui se rapporte directement à l'objet en le dévoilant » écrit Alain Boutot.
La vérité posséderait, du point de vue du penseur, un sens « existential » originaire d'où découlerait le caractère dérivé du concept traditionnel.
Ces considérations sur le phénomène de la vérité remonte à des élaborations antérieures qui visaient à trouver une réponse à la question « Qu'est-ce que la vérité ? » qui l'ont amené à refaire le parcours de l'histoire de cette notion depuis les présocratiques, Platon et Aristote.

## L'échec d’Être et Temps
Échec tout relatif, compte tenu de la dimension dans laquelle évoluent les deux seules sections écrites, on devrait plutôt parler de non aboutissement par rapport aux intentions de l'œuvre, pense Alain Boutot.

### Raisons intrinsèques
L'ouvrage se donnait pour but de reprendre la question « du sens de l'être » en général et non pas seulement la signification temporelle du Dasein à laquelle elle semble de prime abord s'être arrêtée. « Après avoir montré que le temps est l'horizon de toute compréhension de l'être le projet consistait à faire  apparaître en retour-dans la troisième section- que l'être est compris à partir du temps dans tous ses modes, et donc asseoir son caractère «temporal ». Cette troisième section, qui aurait dû s'intituler « Temps et Être » et non plus « Être et Temps », n'ayant jamais reçu une rédaction définitive, n'a pas été publiée. Au moment d'Être et Temps, conclut Marlène Zarader, Heidegger  n'a pas réussi à démontrer sa thèse « il avait choisi d'analyser l'existence de l'homme pour y trouver la réponse à ce que être veut dire ; il a bien analysé, de manière magistrale, l'existence de l'homme, il n'a pu, à partir de là, franchir le pas qui devait le mener à l'être. 
On peut donc considérer que le projet de Heidegger n'a pas abouti, que Sein und Zeit  s'est soldé par un échec ». Telle qu'elle fut livrée, cette œuvre avec celles qui la précisent comme Les Problèmes fondamentaux de la phénoménologie de 1927,,, marque néanmoins, par sa nouveauté, un tournant majeur dans la philosophie occidentale, reconnaît un de ses critiques les plus sévères (Levinas). On y trouve, dans une floraison extraordinaire, l'apparition de nouveaux concepts appelés à faire carrière dans toute la philosophie et au-delà, tels que Dasein, Monde et mondéité, Être-au-monde, Être-pour-la-mort, Être-avec, Être-en-faute.
Jean Greisch note dans sa partie conclusive, que pour Heidegger l'achèvement fragmentaire de l'ouvrage n'a jamais été synonyme de l'abandon du chantier d' Être et Temps et que « les problèmes soulevés restent toujours nécessaires à titre de chemin, ce qui n'exclut pas des modifications de la manière d'aborder les problèmes ».
Heidegger attribue cet échec à la langue d'Être et Temps qui restée prisonnière de la langue de la métaphysique ne pouvait en conséquence exprimer cela même qui tente de la dépasser. « L'inachèvement d'Être et Temps tient à l'inadéquation entre l'objet de la recherche : le sens de l'être et la manière dont Heidegger s'y prend pour l'atteindre qui relèverait encore de la métaphysique ». Toute l'analyse existentiale est restée très proche du schéma du sujet transcendant dont elle voulait absolument se distinguer. Le traitement du concept d'« ouverture », par exemple, fait appel au schème platonicien de la lumière avec les idées d'horizon et de « clairière ». Il n'en sera plus de même après ce que l'on appellera plus tard le « Tournant », die Kehre, dans la pensée d'Heidegger, où l'homme n'apparaîtra plus comme configurateur de monde, mais comme le « berger de l'être » ; il s'agira d'une autre histoire de la pensée qui commence avec comme œuvre majeure les « Beiträge zur Philosophie (Vom Ereignis) ».

### La réception de l'ouvrage
La réception de cet ouvrage considérable aurait fait l'objet, de plusieurs contre-sens. Être et Temps semblait consacrer, en dépit des intentions de l'auteur, une problématique existentielle proche de Kierkegaard et de Karl Jaspers. Philippe Arjakovsky va jusqu'à dire « qu'il n'est pas exagéré de dire que l'histoire des contresens sur Être et Temps, constitue la trame principale de la pensée du XXe siècle ». Si l'analyse côtoie sans cesse des thèmes existentiels elle ne vise cependant qu'à dégager, comme note Paul Ricœur, à la faveur d'expériences de la vie facticielle concrète, telles que l'ustentisilité, les tonalités affectives d'angoisse la déréliction et en les dépassant, la structure ontologique du Dasein.

## Les percées d’Être et Temps
La plupart des sciences humaines contemporaines ont puisé, à un moment ou à un autre, dans l'œuvre de Heidegger et particulièrement dans Être et Temps.
Sur un plan purement théorique trois autres percées méritent d'être soulignées :
1. La nature quadrimensionnelle du Temps véritable ; « Les choses futures ou passées font à leur manière mouvement dans le présent. Dans chacune des trois dimensions de la temporalité joue donc un mouvement d'entrée en présence ou de présentation que Heidegger considère comme une quatrième dimension du temps (l'Anwesen)[207] ». De ces quatre, la dimension « extatique », de l'Anwesen, de l'entrée en présence, est la principale.
2. L'intentionnalité spécifique de la vie et son sens d'accomplissement. La mobilité de la vie n'est pas une somme de mouvements dispersés; elle a un sens, le sens d'accomplissement[208]. Heidegger a mis à jour la structure intentionnelle de la vie facticielle à travers le ternaire suivant ; Gehaltsinn (teneur de sens), Bezugsinn (sens référentiel), Vollzugsinn (sens de l'effectuation). Le Gehaltsinn correspond à la catégorie phénoménologique de Monde. Le Bezugsinn au Souci qui découvre le monde comme signifiant. Le Vollzugsinn correspond à la mobilité de la vie, attirance, répulsion, foi, extase, amour etc. Pour une analyse approfondie de ces concepts se référer à Jean Greisch[27] ; accomplir, est appropriation des phénomènes dans à chaque fois une situation concrète ainsi de Proust qui goûtant sa madeleine est immédiatement transporté de tout son être sensible dans son enfance auprès de sa tante. La vie surgit ici dans sa pure facticité.
3. Une nouvelle conceptualité pour l'interprétation de la foi chrétienne en collaboration avec le théologien Rudolf Bultmann C'est autour de leur commune conception de la structure ontologique de l'homme et de son historicité que le rapprochement a eu lieu au point que l'on a pu dire que l'analytique existentiale pourrait paraître calquée sur la représentation néo-testamentaire du Dasein[209]. À l'inverse leur amitié donnera au célèbre théologien l'occasion de réinterpréter le « Nouveau Testament » à la lumière de Être et Temps[210]. Le Dasein jeté et exposé, en souci de lui-même, est « à chaque fois » dans l'instant de la décision, dans son kairos, éclairé par sa conscience offre un modèle plus apte pour expliciter le comment de ses choix que l'animal raisonnable ou le sujet cartésien de la tradition. Les bases de ces analyses qui s'appuient sur les textes religieux du premier christianisme ont été posées dans les cours du début des années 1920 et repris dans Phénoménologie de la vie religieuse. Comme l'homme du Nouveau Testament, attentif à la grâce, le Dasein est invité à exercer pleinement sa liberté vis-à-vis du monde mais aussi vis-à-vis de lui-même.

### La place du traité dans l'œuvre
Cet ouvrage de (1927), rédigé en vue de son habilitation pour Marbourg et qui apparaît dans la carrière du philosophe comme un premier aboutissement de ses premières recherches (voir Heidegger avant Être et Temps), est aussi une de ces œuvres majeures de la philosophie que certains ont pu comparer à la Métaphysique (Aristote). Il s'agissait au départ de développer une intuition majeure de Heidegger quant au sens temporel de l'« Être ». Il s'avèrera par la suite que cette démonstration ne pouvait être réalisée dans le cadre strict de la métaphysique et que son dépassement s'imposait.
Être et Temps occupe une place centrale dans l'œuvre du philosophe. Selon Christian Dubois tous les chemins de pensée de Heidegger passent par Être et Temps, fût-ce pour le dépasser, il faut donc constamment y revenir, ce que le philosophe ne manque pas de faire en annotant son exemplaire personnel « jusqu'à son dernier souffle » écrit Philipe Arjakovsky. Bien qu'à l'époque de ce livre il ne soit pas encore agi pour Heidegger de renverser la métaphysique, comme le souligne Françoise Dastur.

## Commentaires surSein und Zeit
- De Maurice Blanchot, « Grâce à Emmanuel Levinas, sans qui, dès 1927 ou 1928, je n'aurais pu commencer à entendre Sein und Zeit, c'est un véritable choc intellectuel que ce livre provoqua en moi. Un événement de première grandeur venait de se produire : impossible de l'atténuer, même aujourd'hui, même dans mon souvenir »[213]
- De Jürgen Habermas cité par Jean-Pierre Cometti et Dominique Janicaud[214]« l'événement philosophique le plus important depuis la Phénoménologie de l'esprit de Hegel »